# 柏木こなつ
柏木 こなつ（かしわぎ こなつ、2003年7月13日 - ）は、日本のAV女優。ビーダッシュプロモーション所属。

## 略歴
2021年11月、SODクリエイトのレーベル「青春時代」の専属女優としてAVデビュー。
2022年4月より専属を離れ企画単体女優となる。
2022年12月3日、同じビーダッシュ所属の女優である美園和花、宝田もなみ、宇流木さらと共に4人組アイドルグループ「mumk」を結成しデビューライブを行う。オリジナル曲『Welcome mumk World!』、『私のプロセス』などを歌唱した。
2022年6月第2週のFANZA素人ウィークリーランキングで、『こなつちゃん 2』（俺の素人-Z-）が1位を獲得。2022年10月には、『こなつ先生 3』（俺の素人-Z-）がデイリー1位を獲得するなど名前が明かされない企画作品で注目を浴びる。2023年4月10日週FANZAレンタルフロアランキングにおいて、『初めて出来た彼女を脱がしたら…着衣からは想像できない色白美巨乳だしメガネ姿からは想像できない可愛い素顔 大興奮の僕は性欲尽きるまでハメまくった 柏木こなつ』が初登場3位。同年10月度のFANZA通販フロア女優ランキングで9位となるなど徐々に知名度を上げていった。
2023年10月25日、東京・池袋LIVE INN ROSAで開催された「楽演祭vol.27」にmunkとして出演。
同年10月30日週のFANZA通販フロアランキングで『よだれをた～っぷり飲ませてくれる制服美少女のとろっとろベロちゅう唾液性交 新井リマ 柏木こなつ』が初登場6位を記録した。
2024年4月発売『アサヒ芸能』発表「2024現役AV女優セクシー総選挙」において総合26位となる。JKや妹役が目立つからか、同誌では若年層からの恋愛アピール票が多かったと論評された。
FANZA通販フロア2024年10月度月間女優ランキング9位。
2025年3月10日週FANZA動画フロアランキングにて、2024年発売の『彼女の微熱と僕のほとぼり 実写版 真夏の睡姦中出しNTR 売上総数23万部超え にゃあのえさ超人気作』（MOODYZ）が6位に浮上した。同作は3月17日週FANZAレンタルフロアランキングにて、1位にランクイン。3月24日週レンタルランキングでも2位を維持した。
2025年5月26日週FANZA通販フロアランキングでは出演した『連れ娘狼 鬼畜義父兄は娘目当てに結婚しました。』（桃太郎映像出版）が初登場6位にランクインした。
同年6月9日週FANZA通販フロアランキングでは『カルト教団にハマって身も心も捧げる女』（グローリークエスト）が初登場8位。
同年6月23日週 FANZA通販フロアランキングにて『クズな彼氏と私の言いなりNTR記録』（MAXING）が初登場7位ランクイン。
同年7月7日週FANZA動画フロアランキングにて出演作『同窓会で帰省した幼馴染10人が僕とお見合い大作戦! ～女だらけの田舎村で僕1人を奪い合う超ハーレム中出し大乱交～』（本中）が初登場10位ランクイン。

## 人物
山梨県出身。特技はフルート。デビューまでの経験人数は初めての彼氏とアプリで出会った相手の2人。彼氏とはデビュー後も交際を続け、デビューのことも受け入れてくれたが後に別れている。
デビュー以前は巨乳だと自覚しておらず、AV面接時に「おおきいね」と指摘され意識し始めた。そのおっとりしたキャラは、関係者から「いい意味でAV女優っぽくない」「そのへんにいそう」と言及されるという。実年齢よりも若く見られがちで、2023年時点（キャリア2年目）においてもデビュー直後の新人だと勘違いされることが多いという。2023年時点で学生役が7割を占め、それ以外でも妹役が多い。
好きな体位はバック。得意技は杭打ち騎乗位。プライベートと仕事の性行為は別と認識しており、仕事上の行為は例えれば遊園地。監督や男優などがいてこそ発揮されるテクニックや大胆さであり、私生活には還元されていないという。
自分の出演AVは楽しかったもののみ見直しており、このこともあり「変な企画AV」を好んでいる。バラエティ的なエロくないスタートからエロくなるシチュエーションにグッとくる。この性癖はAV業界に来て初めて知った。
ライターの末吉みちおは、「地味な印象の子が、初エッチで服を脱がすとめちゃめちゃ肉感的」という役どころが多く、「男なら大興奮」と解説。AVライターのさおりは、「童顔 & 巨乳の破壊力」と論評し、「相反する要素の魅力が、誰もが初めてのSEXを思い出すような興奮と胸キュンにいざなう」と容姿や雰囲気が人気の要因だと言及した。また女優としてのポテンシャルの高さについて「ベロチューやフェラなど舐め技はピカイチ」と技巧面も評価している。

## 作品

### アダルトビデオ
- 照れて困るキミに、きゅんとした夏。 「わたし、実は巨乳だよ…!」 柏木こなつ SOD専属AVデビュー（11月11日、SODクリエイト）
- 「先生は、こなつの事が大好きだ。」 担任のおじさん先生たちに犯されていた放課後 初イキ3SEX 3年1組 柏木こなつ Fカップ 18歳（12月9日、SODクリエイト）

- 初体験だけの4科目3エッチ 【1時間目:初めてのデカチンSEX 2時間目:初めてのご奉仕パイズリ発射 3時間目:初めての拘束オモチャ逝かせSEX 4時間目:初めての5発顔射SEX】 本物18歳 柏木こなつ（1月13日、SODクリエイト）
- 地味巨乳で押し弱サセ子の同級生に、イケてない男子たちが学校中でこっそり抜いてもらった一年間の盗撮記録 柏木こなつ 18歳（2月10日、SODクリエイト）
- ただマンJ系と平日朝11時からP活デート 挑発的なスカート丈の小悪魔女子〇生(18)と夜になるまでホテルで生中ハメ撮りしてきました 中出し解禁 柏木こなつ（3月10日、SODクリエイト）
- 顔出しMM号 仲良し女友達限定 ザ・マジックミラー 女子大生2人組が「童貞筆おろし脱出ゲーム」に挑戦! 恥じらいながらも我慢汁ダラダラの童貞チ○ポに興奮しちゃったJD2人のチ○ポ奪いあいハーレム3P!最後はW生中出し!（4月5日、DEEP'S）※「ゆりな」名義
- 裏オプなしのJ○リフレ店で柔らかいパンティ越しにおちんちんつんつん。 1cm,3cm… 気づけば亀頭丸ごと挿入! 〜「おっきなおちんちん挿れたい…けど言えないから…」女子からの誘惑?こっちから発情させる?「てかこれってもう入っちゃってる?」〜（4月7日、ひよこ）
- Fcup巨乳J● 汗ダク!唾液ダラダラ! 体液ダダ漏れパーソナル性感開発!（4月19日、ABC/妄想族）
- 素人女子大生の皆さん! あなたの自宅で童貞君のオナニーのお手伝いしてくれませんか? ピュアで優しい女子大生がチェリー男子のかたーいおち○ちんにドキドキ発情!? 生中出し筆おろしSPECIAL!（4月22日、赤面女子）
- 予約半年待ちリピ率100% 某メンズエステ店 密室×密着 イキ過ぎた禁断サービス 肉圧溢れるデカ尻編（5月6日、DOC）
- 未熟な彼女とセックス 巨乳で素朴なのに中出し許しちゃうお股ユルユル少女（5月12日、MERCURY）
- 顔出し解禁!! マジックミラー便 3分前まで女子○校生! 卒業式直後に初めての素股編 総勢20人全員SEXスペシャル! ギンギンに勃起したち○ぽを赤面まんコキ! 恥じらいながらも濡れてしまった10代うぶオマ○コにヌルっと挿入で激イキ絶頂!! 2枚組10時間!!（5月17日、DEEP'S）
- 120%リアルガチ軟派伝説 108（5月20日、プレステージ）
- 完全顔出しガチナンパ! 地方から上京してきた10代美少女にとっても恥ずかしい素股体験してもらいました!! 甘酸っぱいお汁溢れるおま●こにそのままヌルっと挿入! イってもイってもやめないエンドレス追撃ピストンでピチピチワレメが真っ赤に腫れあがるまで連続生中出し! 3（5月27日、赤面女子）
- クラスに1人はいる地味っ子が脱いだら巨乳で一軍女子よりエロかった!（6月3日、DOC）
- 一般男女モニタリングAV 仲良し美少女2人組がドM君の家へ突撃企画 純粋無垢な女子○校生たちが初めてのM男責め体験でドSに大変貌! W乳首舐めで焦らしてスパイダー騎乗位で精子を絞り取り! 痴女っ娘ハーレム3Pで生中出し連発!!（6月7日、DEEP'S）※「みお」名義
- ナンパコ 32 ノー!とは言えないあどけなさが残るFカップの看護師と女子校生コスプレSEXで連続中出し!（6月12日、FIRST STAR）
- パンツでお小遣いを稼ごうとする裏垢制服女子と待ち合わせ。弱みに付け込んで無理やり肉棒奉仕させる。睨まれ、泣かれながら嫌々フェラ強制屈服（6月21日、無垢）
- 部活合宿で出会った たわわな天使たちとただ欲望のままに… ～ロリ巨乳、風呂・着替え盗撮、夜這い、乱交、猥褻映像～（6月23日、ひよこ）
- メガネっ娘の「こなっちゃん」学校では優等生だけど…。「乳首とアソコをいっぱい舐めて下さい。気持ちいいんです…（＾_＾）v」 柏木こなつ（6月27日、First Star）
- 一般男女モニタリングAV × マジックミラー便コラボ企画 素人女子○校生が初めての黒タイツ素股体験! 直履き黒タイツ越しの敏感クリトリスを大人チ○ポで擦られ恥ずかしさと気持ちよさで濡れだしたキツキツオマ○コにデカチンねじ込み激ピストン!!（7月5日、DEEP'S）
- とにかく優しい! そしていつも笑顔の現役ナースが挑戦!? 白衣の天使が超全身舐め究極ご奉仕!! 足指舐め太もも舐め乳首舐め顔面舐め… 唾たらし唾のみベロキスしまくり! ふやけるまで全身舐めつくし、カチカチに反り返ったオチ○ポで連続中出し!（7月8日、赤面女子）
- 中出しブルマん娘 こなつ（7月14日、フェチ眼）
- 健康診断 2 ～美女4名・変態医師による卑猥診療・乳がん検診・子宮検診・睡眠○～（8月4日、素人39）
- ナチュラルハイ夏スペシャル 敏感（恥）巨乳痴漢 2022 完全版 10人全員SEX 乳首吸いVer. 2枚組8時間（8月25日、ナチュラルハイ）
- マジックミラー号ハードボイルド 1cm1万円のギリギリディルドチャレンジ! 「先っぽだけなら… 照」とまたがった彼氏より大きなディルドに敏感な膣口を刺激され発情腰振りが止まらない! 自ら奥まで挿入してしまう性欲娘は、デカチンを見せつけられると我慢できずに子宮口ほじくりピストンで中出しSEXも拒めない!（8月25日、サディスティックヴィレッジ）
- 素人女子大生の皆さんww 青空の下で脳がトロける超濃密ベロキス体験してみませんか? 舌を絡ませる糸引き涎ダラダラディープキスで高まっちゃって!? とにかくキスキスキス生々しい接吻中出しSEXww 3  真夏の大感謝特別編! 撮り下ろし極上女子大生6名 + シリーズ歴代かわいい子8名!（8月26日、赤面女子）
- 素人いじめられたい女子10 中田氏の中出し 学生 こなつ 18歳（9月8日、プラム）
- その突き出し尻はワザと? 女子社員がピタパン突き出し尻でパン線丸出し! ボクは気になって仕事にならない! ガン見していたらスケベな視線と勃起に気付いた女子社員はスケベ心に火が点いたのか露骨に誘惑、2人きりなのを良いことにボクのチ○ポを貪りだした! さらには物凄い腰使いで中出しさせられちゃいました!（10月11日、Hunter）
- とってもかわいい保育士の皆さん! 童貞くんにピンクの乳首をチューチュー吸わせてもらえませんか? 母性溢れる授乳手コキでガチ勃起したち●ぽをそのまま聖母のお股にぬぷっっ! 素人子宮に童貞ザーメン連続中出し妊娠スペシャル!（10月14日、赤面女子）
- ぶっかけ日焼け露出 精子だいすき! 部活焼けした健康的Fカップちゃん連れまわし旅行（10月20日、SUN）
- 街中で声を掛けた心優しい10代娘に30分で童貞君を射精させてくれたら賞金100万円とガチナンパ! 実は童貞のフリした絶倫男優のデカチンでヌルヌルま○こに激ピストン! 超早漏ま○こに何度イってもガン無視で金玉がからっぽになるまで高速ピストン! 連続中出し!（10月20日、サディスティックヴィレッジ）
- 『私のスカートの中でオナニーしてみて…』 秀才メガネ女子の危険な誘惑! 断り切れないボクは周囲にバレないようにオナニーして女子のパンツに大量ぶっかけ!したら小悪魔女子もパンツにぶっかかった大量精子に大興奮! 我慢できなくなり…（10月25日、Hunter）
- 箱の中身はなんだろな?? でついてきた純朴女子大生に生チ○ポを見せつけたらデカチンに興奮しちゃったっぽいので… 恥ずかしがらせ赤面SEX ナマもしちゃった こなつ（11月1日、ナンパJAPAN）
- 顔出しMM号 女子○校生限定 ザ・マジックミラー 初めての恥じらい青空発育診断! まだまだ発育中の巨乳J○を全裸にしておま○こやアナルをじ～っくり視姦! ドキドキ興奮しちゃった女子○校生にデカチン生挿入! 全員生中出し!!（11月1日、DEEP'S）
- 帰宅後30秒で『お帰り』からの即挿入! ボクの家が問題児女子生徒のたまり場になってしまい次々と教え子相手にハメまくり! 中出ししまくり! 2（11月8日、Hunter）
- 「男の人が私の体液飲んでくれると濡れちゃうんです…」体液飲まれたがりのけなげな痴女子校生と体液飲まされいちゃいちゃSEX 2学期（11月10日、ひよこ）
- 黙尺 射精直後も涎ぐちゅぐちゅ野外でこっそり小悪魔J○2連射イチャフェラ（11月23日、ナチュラルハイ）
- おとといエッチを覚えたばかりのウブなJ○がローション素股体験! スカートの中でピチパン越しにデカチンの先っぽ3cmを挿入されて敏感な膣口を刺激された素人娘はデカチンをこっそり自分からナマ挿入! 子宮直撃の激ピスで未知なGスポットを貫かれハメ潮! 潮! 中出し合計10発!（12月8日、サディスティックヴィレッジ）
- 顔面固定なめ廻しアクメ 変態眼科医に抵抗を諦めるまで顔中を舐められヨダレまみれでイカされまくった美人患者（12月8日、ナチュラルハイ）
- 可愛い義理妹とイチャラブ恋愛ごっこお泊り中出しデート 柏木こなつ（12月20日、本中）
- 初めて出来た彼女を脱がしたら… 着衣からは想像できない色白美巨乳だしメガネ姿からは想像できない可愛い素顔 大興奮の僕は性欲尽きるまでハメまくった 柏木こなつ（12月20日、E-BODY）
- クズな教師に狙われた少女達 盗撮、ストーキング、ぶっかけ痴●、強襲レ×プ、校内調教、W完堕ち中出し… こなつ ひかる（12月20日、無垢）

- 修学旅行中にボッチでいた僕は隣のクラスの女子に誘われて自由時間に東京デートして何度も何度も中出ししまくった。 こなつちゃん（1月3日、MOODYZ）
- セックスしかやることない超ド田舎で二泊三日の超ヤリまくり体験! まるで処女みたいな清楚系女子たちはみんなヤリマン! 田舎に泊まってハメよう! 東京から超ド田舎に引っ越した友達が送ってくれた衝撃な映像。ド田舎女子○生は暇でセックス? パッと見は純真無垢な見た目とは真逆の淫乱っぷりにボクはいても立ってもいられず貯金をはたいて友達の家に行き、田舎特有の暇だからとりあえずセックス…を二泊三日精子が出なくなるほど体験させてもらいました!（1月10日、Hunter）
- こなつちゃんと東京姦光「初めての家出は見ず知らずのオジサンとの破廉恥ピクニックでした。」（1月24日、うさぎ/妄想族）
- 「お兄ちゃん… コレって悪い事じゃないの?」「しっかり皮も剥いて洗えよ」「なんか大きくなってるよ…」「白いの出てきたら全部飲めよ」「う、うん」妹は小さい頃からボクのいいなり。最近ではボクのチ○ポも洗わせて、大きくなったらお口にブチ込んでしゃぶらせて!下のお口にもブチ込んでます!（1月24日、Hunter）
- 男湯で出会った痴女っこ 8  突然のベロちゅうと抱っこSEXで迫られ我慢できず何度も膣射（1月26日、ナチュラルハイ）
- 授乳委員会へようこそ! Fカップ真面目学生が授乳に目覚めた日 柏木こなつ（1月27日、First Star）
- 唾液た～っぷりベロキス & 乳首舐めラッシュ! Wレロレロ小悪魔ビッ痴～ズ 花狩まい 柏木こなつ（2月7日、MOODYZ）
- 『ヤメて下さい! 授業中ですよ!』 去年まで女子校だった学校に転校したら問題児女子だけの特別クラス入り! 休み時間、放課後は当然エッチばかり!それどころか小悪魔女子たちは授業中も…（2月14日、Hunter）
- Wカワイイ看護師さん! 「射精不全に悩む男性患者を看護してくれませんか?」オナニーじゃないと射精できない遅漏チ○ポを気持ちよーく改善治療///W白衣の天使がヌキヌキハーレムご奉仕//元気に回復にむかう勃起チ○ポに大興奮しちゃって膣内射精治療!?（2月24日、赤面女子）
- 美少女輪姦調教 幼馴染で憧れの女の子はチ○ポ大好きなマゾ娘 柏木こなつ（2月28日、AVS collector’s）
- 「センセ、童貞? じゃあ… わたしがエッチ教えてあげる」 教える側の人間なのに小悪魔ヤリマンの女生徒にエッチな事いっぱい教わっちゃいました!!（2月28日、Hunter）
- コンドームが破れてまさかの生ハメ! 超加速するピストンで何度も中出し! 柏木こなつ（3月7日、ワンズファクトリー）
- 自宅に呼んだ働くうぶ娘（配達員/介護士/家事代行）に下品なSEXを見せつけて巻き込み混合3Pを楽しむ変態カップル 2（3月9日、ナチュラルハイ）
- 駅弁中出しJ○痴漢 6（3月9日、ナチュラルハイ）
- 『あっダメ! 激しく突いたらバレちゃう…』義妹がロングスカートの中でこっそり即ハメ要求! 親の目の前でバレずにドキドキのこっそり連続イキ! 4  超仲の良い義妹と付き合う事になった。当然、付き合えばエッチもするようになり段々とお互いの変態性が露になり…（3月14日、Hunter）
- 「覗いたんだから私たちのストレス解消チ○ポになってね!」 着替えを覗いたボクへのエロ過ぎる罰は最高だった! 欲求不満の女子陸上部とハーレム乱交!（3月14日、Hunter）
- フルバックパンティの無防備な着衣尻やマ○コのワレメにチ○ポを擦りつけて射精する（3月14日、アロマ企画）
- 清拭中にチクビを触られビクンビクン感じたら 看護師がまさかの痴女開眼で僕の乳首をコリコリ! レロレロ!! ちゅぱぱぱぱ!!! VOL.2（3月23日、DANDY）
- 顔出しMM号 女子大生限定 ザ・マジックミラー 素人娘が初めてのイキ我慢チャレンジ! 我慢出来たら100万円! イッたらデカチン生挿入! 絶頂しすぎて感度爆上がりのJDオマ○コに激ピストンで連続中出し!（4月4日、DEEP'S）
- 対面痴漢で何度もイカされ糸が引くほど舌を絡ませるベロキス発情娘（4月6日、ナチュラルハイ）
- ねんいち 盗撮バレ・完全アウトからの神展開 睨まれ蔑まれオワコンからの天使様! ～日替わりP・ダブルF・4Pへと覚醒～ラッキースケベ 2（4月6日、素人39）
- CFNM 乳首弄られハーレム学園（4月11日、アロマ企画）
- 『ねぇ… どっちで童貞卒業したい?』 クラスの一軍女子2人が持っていたコンドームをボクに差し出して勉強会がまさかの童貞卒業式に!（4月11日、Hunter）
- 昨日までは他人! クラスの1軍女子と同じ屋根の下の相部屋生活で人生激変! 童貞卒業できるしセフレできるし3Pだって中出しだって… 父の再婚で我が家にやって来た継母の連れ子は学校で1番カワイイとクラスメイト女子。ボクの部屋は日々乙女化されているけど、急にできた義妹の広い交友関係のお陰でイケてる女子たちがわんさか遊びに来るんです! 初めはうるさくて嫌だったけど… 波乱含みの新生活 30cm先は女部屋（4月11日、Hunter）
- 「誰も知らない、2人だけの秘密。」 こなつ と ゆうか（4月18日、無垢）
- アナル丸見え逆座り尻 & M字開脚くぱぁマ●コ（4月18日、アロマ企画）
- 「もっとちゃんと見て… 先生」 大人のおもちゃを挿れたマ○コを家庭教師に見せつけちゃう私はおもちゃ大好き女子○生!（4月25日、Hunter）
- 素人ヘアヌード大図鑑～都内大学病院勤務新人看護師編（4月25日、S級素人）
- アナル嗅がれ舐められ撮影会 ケツ穴オマ○コの匂いが恥ずかしすぎて発情してしまい… 尻穴ヒクヒク丸出しSEXで肛門クンニと生チ○ポ挿入を交互に求めまくった欲張りエロコス美少女（5月2日、DEEP'S）
- グラビアアイドル枕営業 イベントの裏側 01（5月4日、素人39）
- 粘着ストーカーMの依頼痴漢・自宅侵入記録＃91・92（5月4日、蜃気楼）
- 野ション女子○生連鎖開脚拘束おしっこ噴射 2 宇流木さら 柏木こなつ 天晴乃愛（5月11日、電脳ラスプーチン）
- ダメ × おじフェチの少女とオジサン 職無し中年男の家にやってきた世話焼き少女とベロキス中出し淫交 柏木こなつ（5月16日、無垢）
- 発育途中の嫁の連れ子にママの不在中にこっそり風俗バイトの練習台にさせられて射精と中出しが止まらない日々。 柏木こなつ（5月23日、本中）
- だれとでも定額挿れ放題 銀行編 2  その地方銀行はお金以外に、おち○ちんも銀行内の職員なら営業時間中は誰にでも出し挿れ自由、挿れ放題! なんでも、毎月その銀行に預け入れる額によって、利息の代わりに指や舌やぺニスを上のお口や下のお口に挿れる事ができるそうなんです! お金以外にもたまったモノを出せちゃえる銀行なんてそんなのあるわけ… 果たして噂の真相が本当なのか嘘なのか、今からボクが確かめに行ってみたいと思います!!（5月23日、Hunter）
- 羞恥! 教員採用試験を合格した新任女教師が医師も看護師も男の病院で男性教諭と一緒に着任前健康診断を受けさせられる 2023（5月25日、サディスティックヴィレッジ）
- 下校少女連れ去り監禁ガンギマリ肉便器（5月25日、ナチュラルハイ）
- うぶで奥手な女子大生が恥じらいキス魔に大変身!? 「自分からキスしたことないです…」 ずっと受け身だった素人娘が最初っから最後までずうっ～と甘えキス・本気ベロちゅうで馬乗り誘惑! キス1000回以上!! たっぷり舌を絡め涎ダラダラのディープキスで大興奮 そのまま濃密ベロキスセックス!!（5月26日、赤面女子）
- 犯罪的ロリ顔少女の胸にむしゃぶりつきませんか? 『少女の乳を吸う』禁断の授乳テコキ体験。（6月6日、こぐま/妄想族）
- 一般男女モニタリングAV ラブラブカップル限定 影絵に挑戦! ドキドキ寝取られシルエットクイズ! 布越しに彼氏に見られているのに女子大生がデカチンSEXで生中出し!（6月6日、DEEP'S）
- 痴漢はダメ絶対なのに… 電車内で助けを求めてきた制服J系の悶絶アへ顔に我慢できず便乗レ×プで中出し輪姦してしまった僕… 柏木こなつ（6月20日、MOODYZ）
- 切り裂き魔にボロボロにされた制服少女 柏木こなつ（6月20日、ドグマ）
- 突然押しかけてきた嫁の姉さんに抜かれっぱなしの1泊2日 柏木こなつ（6月20日、VENUS）
- セックスしないと降りられないバス（6月22日、ナチュラルハイ）
- 先生はレズビアン?! 優しい家庭教師にマ○コが敏感過ぎて困っていると相談したばかりに早漏改善レズセックスをされてしまった敏感女子○生（6月22日、DANDY）
- 彼氏を喜ばせたい素人女子大生がメンズエステ密着マッサージ講習体験!? 超照れながらオイルヌルヌル施術中… 密着しすぎて勃起チ○ポがアソコを布越し2cm挿入!? そのまま彼に内緒で生ハメ中出し裏オプション（＾＾；）（6月23日、赤面女子）
- 娘に喰わせてもらってます。 柏木こなつ（6月30日、ワープエンタテインメント）
- 先生と二人で観光旅行にきました巨乳J○貸し切り温泉 柏木こなつ（7月6日、Materiall）
- 機内で遊ぶちびっこのパンチラで勃起したら隠れフェラでねっとりシャブられて騎女られた パパママが近くにいても関係ないチンチン好奇心♡（7月6日、DANDY）
- だれとでも定額挿れ放題! 地下アイドル編 ライブ会場でグッズを一定額購入すると特典として、その場でアイドルに触り放題! 挿れ放題!!（7月11日、Hunter）
- 超焦らしスローレズセックスで敏感乳首をもてあそばれ早漏乳首開発された巨乳義妹 柏木こなつ 美咲かんな（7月11日、ビビアン）
- デカチン制裁! 塩対応パ●活超生意気娘を徹底的に理解らせた バックの途中でコンドームポイ! 何度イっても謝っても絶対許さない高速激ピストンで足腰ガクブル完全敗北! 泣きべそイキ!!2 大人をなめ腐った円光娘4名（7月14日、赤面女子）
- PEAチャンネル 3 男友達を全裸で迎え入れたらどんな反応をするのか!? ドッキリ!! 20歳になった童貞の弟に童貞卒業プレゼントしてみた!!（7月15日、PEATUBE）
- コンビニバイト仲間で性格正反対の巨乳2人と交互に浮気SEXを繰り返す不貞な日々 柏木こなつ 沢北みなみ（7月18日、E-BODY）
- 観光バスツアー痴漢（7月20日、ナチュラルハイ）
- 「母が腰を悪くしてしまい…」家事代行サービスを頼んだら制服姿の女子○生がやってきた! しかもウブで超献身的! AVやエロ本だらけのボクの小汚い部屋は刺激が強過ぎて急にモジモジし始めた! 冗談半分で勃起したチ○ポを見せつけて「こっちの掃除もお願いできる?」と頼んでみたら、恥ずかしそうに顔を赤くして…（7月25日、Hunter）
- 「手でしてあげるから1日1回にして!」 義妹と相部屋なのに毎日8回もオナニーしてたらバレた! 怒った義妹は何を思ったか手コキするから1回にしてと無茶な提案。そんなことできないと言うボクに義妹は「私だって一緒に暮らす前は毎日してたんだから…」と衝撃告白! ボクたちはむっつりな兄妹だったのです。そうなったらもちろん2人とも我慢できるはずもなく…!（7月25日、Hunter）
- にやにやデカ尻挑発娘 育ったデカ尻で僕を翻弄してくる従妹 柏木こなつ（7月27日、フェチ眼）
- 素人女子大生ガチナンパ! うぶな美少女に生まれて初めての女性向け風俗体験してもらいました!4 禁断の本番までしちゃった素人娘 & イケメン4組（7月28日、赤面女子）
- 家出中の生意気なメスガキ巨乳教え子J系が妻の目を盗みおっぱい押し当て誘惑で教師失格勃起させて家庭崩壊を狙ってくるので発育おっぱいを揉みしだきながら大人の巨根ピストンでわからせた。 柏木こなつ（8月1日、LUNATICS）
- あなたの初ヌード撮らせてください! 素人娘20人の全裸コレクション 4（8月1日、OFFICE K’S）
- 世界が終わる日に生き残りは女子ばかりで男はボク1人。だから女子に助けを求められ、一緒に隠れるが心臓音が聞こえるほどの超密着で不謹慎にも勃起!（8月8日、Hunter）
- わたし、やっぱり変態ですか? 自撮りっ娘 こなつちゃん（8月15日、姦乱者/妄想族）
- 女友達同士が真剣勝負! パンチラなでしこエロかるた対決! ～即ハメで・悶えて絶頂・生中出し～（8月15日、DEEP'S）
- 激カワ原液J● お寝んねパコパコわーくまん（8月15日、DARKMAN）
- 初めての大量潮吹き! ポルチオ激ピストンされて大洪水ダダ漏れアクメ 柏木こなつ（8月22日、ダスッ!）[22]
- 10年ぶり姉弟風呂。勃起を抑えきれなかった童貞弟と巨乳姉はほぼ毎日SEXしている。 桃色かぞくVOL.35 柏木こなつ（8月24日、SODクリエイト）[26]
- 恥じらう素人娘たちの生おっぱいモミみまくり!! 5（9月1日、OFFICE K’S）
- 明日から留学する優等生に告白したらまさかのOK! 「最後にセックスしよっ」 真面目な彼女がムラムラ性欲爆発!! 朝までチ○ポを離してくれず金玉カラッポ中出しパイズリ14連発!! 柏木こなつ（9月5日、ワンズファクトリー）
- 素人女子大生ガチナンパ!! 童貞君の精子を30ml溜められたら賞金GET!! たくさん射精しても勃起しっぱなしの童貞君に膣キュン & 痴女覚醒!! 連続射精した後でも更に種搾りプレスで淫らに腰を振る4人の美人JD達!!（9月8日、赤面女子）
- アスリートハンター 肉体観察と競技場内生挿れ中出しブッかけチカン（9月8日、ハラスメント）
- 終電逃して泊まった後輩女子宅はメチャ狭いワンルームで… シングルベッドのノーブラ添い寝密着にムラムラ抑えられず夜明けまで何度もハメまくった 柏木こなつ（9月12日、アリスJAPAN）
- 女子写真部とおじさん指導員 フォトコンテスト受賞の条件は少女の身体。 柏木こなつ 工藤ララ（9月19日、無垢）
- 不倫女子●生 ～こなつの事情～（9月19日、姦乱者/妄想族）
- ホイホイま●こドキュメント! イクイク淫ギャルにギン勃ち!! ヤリマンビッ痴 VS スケベ個撮オヤジのオフパコ選手権 ドエロマンを数珠つなぎガチ生ハメ1本勝負（9月19日、はじめ企画）
- 海ちかん湘南ビキニハンターはしゃぎ疲れたベロベロ水着ギャルおま○こに生チ○ポ挿し込み喰いあさる（9月22日、ハラスメント）
- チャラ男に弄ばれ従順ビッチ堕ちした田舎育ちの巨乳幼なじみ 柏木こなつ（9月26日、ダスッ!）
- 久しぶりに地元に帰ったら、ツルペタだった幼馴染が巨乳になってボクを誘惑。無防備なカラダに何度も中出ししてしまった… 柏木こなつ（10月3日、BeFree）
- 絶対にヤラせてくれないパパ活美少女をラブホに監禁、一日中レイプ。 柏木こなつ（10月3日、アタッカーズ）
- めちゃシコ美少女マスターみちきんぐ×MOODYZ初コラボ!! 禁欲部 ～女生徒達に調教性教育実習～ 花柳杏奈 柏木こなつ 小花のん 倉本すみれ（10月3日、MOODYZ）
- ロ●専科 幼性発見! 念願のパイパンロ●ータ捕獲! こなつちゃん（10月5日、GLAY'z）
- J●のふわふわお尻に圧迫壁ドンされたいオジさん達 2（10月10日、アロマ企画）
- 「みんなでエッチな思い出作ろうよ!」 可愛いクラスメイト女子とヤリまくり! 男はボク1人ぼっちの修学旅行でハーレム乱交!（10月10日、Hunter）
- ボクの友人が置いていった寝取られAVを見つけ勘違いした彼女はアプリのヤリモク男に抱かれに行ってしまった 柏木こなつ（10月17日、MOODYZ）
- 嫁の連れ子が娘に嫉妬して… オレ（義父）と布団の中で 濃厚ベロキス連続中出しが止まらない同居生活! 柏木こなつ（10月17日、本中）
- 背徳が興奮を倍増させる禁断兄妹中出し近親相姦 パイパンこなつ（10月17日、姦乱者/妄想族）
- 『これ見ても私たちとエッチしたいと思わないの? 本当は我慢してるんでしょう?』 ボクとエッチしたがる超絶可愛い清楚系ヤリマンビッチの幼馴染たちが露骨に誘惑してきた! 2（10月24日、Hunter）
- スポーツ強豪校 巨乳女子マネージャーいじ●動画流出 28日間の性処理記録 被害者4名（10月27日、ハラスメント）
- 憧れの女子マネージャーが絶倫部員達の激ピストン連続中出しでおま○こブリブリ精子逆流アクメ 柏木こなつ（11月7日、MOODYZ）
- 隣の汚部屋の絶倫オヤジに監禁された制服少女 舐め回され失禁連続精液ぶっかけ中出しレ×プ 柏木こなつ（11月7日、ワンズファクトリー）
- サウナを訪れた「ととのいたて」で清々しい気分のサ活OLに媚薬をたっぷり塗ったチ●ポで即ハメしたらアヘ顔で痙攣するほど感じてイキまくった（11月9日、SODクリエイト）
- 放課後、クラスのM男を日替わり性奴隷にして弄ぶ地味メガネ巨乳小悪魔ビッチ 柏木こなつ（11月14日、グローリークエスト）
- 真面目で地味だと思っていた生徒に校則違反水着で迫られ… 何度も何度もこなつと中出しSEXしてしまった（11月14日、クリスタル映像）
- ボクと妹には秘密があります。それは小さい時から親に内緒でSEX未満の事をしてきました。ですが最近、妹が我慢できなくなって挿れたいとせがんできた。（11月14日、Hunter）
- 万引き女に制裁レ〇プ 追姦ピストン無許可中出し（11月15日、ピーターズ）
- ブラコンすぎる妹のおっぱい誘惑に負けて何度も中出ししてしまった僕 柏木こなつ（11月20日、プラネットプラス/アンビバレンツ）
- セクハラ整体師が純粋無垢な制服J系を施術と称してネットリおっぱい性感開発マッサージ 卑猥な指テク失禁イキ! 柏木こなつ（11月21日、OPPAI）
- よだれをた～っぷり飲ませてくれる制服美少女のとろっとろベロちゅう唾液性交 新井リマ 柏木こなつ（11月23日、Materiall）
- 「シン・禁断の近親相姦」 成熟した姉の裸に触れた童貞弟はイケない事と知りつつもチ○ポを勃起させてしまうのか!? 12（11月23日、SODクリエイト）
- 巨乳J○痴漢電車 発育した胸を変態性癖で犯しまくれ!（11月23日、ナチュラルハイ）
- 憧れの女性職業の最高峰! 大手航空会社のキャビンアテンダントと童貞君が黒パンスト直穿き素股で超発情!? 黒パンスト越しの童貞デカチン先っぽ3cm挿入! 敏感なオマ○コの入り口をグリグリされて奥まで挿れて欲しくなっちゃったCAさんが生ズボッ筆おろし// 優しくも腰振るガニ股騎乗位で連続仰け反りイキ!!（11月24日、赤面女子）
- 天使な彼女 Vol.6 こなつ（11月27日、First Star）
- 巨乳コンプレックス女子○生がムチムチ巨乳女教師に乳首イキを仕込まれる強制わいせつレズ修学旅行 柏木こなつ 八乃つばさ（11月28日、レズれ!）
- 近所で見つけた女子校生Kちゃんと失神キメセク遊び【素人投稿】（12月5日、たんぽぽ/妄想族）
- 激カワ娘独り占め! 初対面で中出しさせてくれた素人ハメ撮り個撮映像4時間（12月5日、GLAY'z）
- デリヘル呼んだら妹が来た! 結果、お店に内緒で中出し本番セックスする事になる 7（12月5日、GLAY'z）
- ナチュラルハイ年末スペシャル 痴漢OK娘 全裸露出編 絶対NGの美肌巨乳美○女を野外羞恥の快感で中出しまでOKさせろ（12月7日、ナチュラルハイ）
- 持ち帰りキメセク ～脱力した無抵抗女をヤリ捨てまどろみ中出し～（12月7日、ナチュラルハイ）
- 地方局人事の非コンプラ行為 女子アナ志望リクスー就活生おやすみ生刺し喰い 3（12月22日、ハラスメント）
- エグいほど下品な生徒に成長した僕の教え子たちを見てください 大阪府某私立●校勤務56歳教諭より投稿 体液まみれで狂ったように中出しを求める肉オナホ4名（12月22日、ハラスメント）
- いつものSEXじゃ満足出来ないんです… 真・絶頂して愛液が溢れるまで性感帯を刺激する欲求不満オンリーの女性用M性感ヘルス（12月26日、REAL）
- 素人ヘアヌード大図鑑～巨乳美女Fカップ以上限定編（12月26日、S級素人）
- 素人危険人物大集合!!! 巨乳炉利子に性癖ぶちまけ悪戯して快楽汁10発射!!（12月27日、First Star）

- 女子大生が挑戦! この先飛び出し注意! ち○ぽトンネルを無事故でくぐり抜けたら100万円! 接触したらその場でち○ぽ即ヌキ! しごいてしゃぶってザーメン大量発射合計47発! ～制限時間をオーバーしたら即ハメSEX!!～（1月2日、DEEP'S）
- 『放課後ヌイてやろっか?』 田舎の学校に東京からヤリマンギャルが転校してきた! それまではエッチとは無縁の奥手女子たちは影響されてヤリマン化! 2（1月9日、Hunter）
- 街行く素人お嬢さん! 乳首オナニー見せてくれませんか? 美乳 & 巨乳26人! コリコリしまくり!（1月9日、Hunter）
- 時間停止学級。時間を止める事が出来る神装置で、好きな時に挿れたり、止めたりし放題。（1月9日、Hsoda）
- 素人娘おま○こずっぽり! 極太ディルド全裸チャレンジ まん汁タラタラ100回ピストン腰ふり体験（1月15日、プリモ）
- 変態オジサンを朝まで痴女ってイジメてザーメン搾取! 甘サド美少女 柏木こなつ（1月20日、プラネットプラス/アンビバレンツ）
- オジサンに没頭する発情コスプレイヤー 超敏感 唾液まみれ お漏らし ハメ潮オフパコ5SEX 柏木こなつ（1月23日、無垢）
- 隣に住むJ系ママが大きなおっぱいと包容力で僕を甘やかしてくれる! バブみ感じて赤ちゃん返りSEX 柏木こなつ（1月23日、かぐや姫Pt/妄想族）
- 団地ふたりぼっち 姉こなつ妹らん パパとママがいない夜に…（1月23日、たんぽぽ/妄想族）
- 恥じらいたっぷり素人女子大生カップルが挑戦! なりきりダッチワイフカップルゲーム! 彼氏が見ている目の前でイケメンAV男優に耳元で甘い吐息を吹きかけられ、見つめられながら全身まさぐられ、激ピストンされても彼女が動かなければ賞金30万!（1月26日、赤面女子）
- セクハラ接骨院 就活中の隠れ巨乳のリクスー女子4名 脱いだらスタイル抜群! セクハラマッサージ→生刺し!（1月26日、ハラスメント）
- 『私たちがエッチな事するから見てて… その代わり勃起したら見せて』 ボクの童貞チ○ポがフニャチンから勃起するまでの一部始終を見たがる2人の幼馴染がボクの目の前で濃厚レズ!で当然フル勃起の童貞のボク!（1月30日、Hunter）
- 鉄フック マ○コ引き裂き失禁拷問 調子こきJ系 監禁マゾイキ調教 柏木こなつ（2月6日、ワンズファクトリー）[23]
- いもうとケータリングサービス ボクだけじゃなくてみんなの言いなり?! 学園のヒロインが見せる僕だけの甘えん坊エンジェル 柏木こなつ（2月6日、桃太郎映像出版）
- おじさんとH絶対無理めな清純美少女、信じられないドM本性【キモデブ中年男たちにひざまづきフェラ奉仕＆全員と本気Dキス】卑猥要求を全て承諾し巨マラおじさん連続中出しで絶頂イキ狂う精液便女育成6P乱交（2月13日、同人AV倶楽部/妄想族）
- ボクが作った秘密基地は暇つぶしのヤリ部屋になってしまった!! イケメン君がクラスのイケてる女子や真面目女子、憧れのマドンナを連れてきた! しかも皆、暇つぶしにやってきはエッチして帰ってます!（2月13日、Hunter）
- 街行くお嬢さん! 謎解き固定バイブ脱出ゲームで賞金ゲットしませんか?（2月13日、Hsoda）
- 街で見つけた女の子に童貞君オナサポ!! 懇願のはずが… 素人娘がM男君を責める人生初の痴女プレイ 連続射精 & 生ハメ筆下ろし（2月15日、ピーターズ）
- 水蜜少女 1 & 2 冴えないキモデブメガネの中年教師が巨乳制服美少女を睡眠姦。 柏木こなつ（2月20日、無垢）
- 訳あり・問題ありの巨乳冒険者たちに囲まれてセックス三昧!? 女性ばかりのパーティにヒーラーの僕が加入した結果 実写版 異世界ハーレム漫画を初映像化!! 柏木こなつ 三岳ゆうな 花柳杏奈（2月20日、E-BODY）
- 素人女子○校生が挑戦! ハラハラドキドキ! 謎解きお化け屋敷からの脱出! お化けチ○ポに囲まれ恐怖でおま○こが濡れてしまった女子○校生はどろどろ精子まみれで絶叫ノンストップ射精SEX! 総発射61発!（2月20日、DEEP'S）
- 希望を胸にやってきた新人メイドを朝から晩まで種付け痙攣性処理調教 嫌悪しか感じない男に泣きたくなるほど犯されて… 柏木こなつ（2月27日、クリスタル映像）
- スローピストンサイレントレ×プ 3 「えっ嘘、何してるんですか?」「バレたら大変な事になるから静かにしてろ!」彼女の親友たちを寝てる間に次々犯す!（2月27日、Hunter）
- 素人ヘアヌード大図鑑～夜勤明けの看護師さんの私服姿と白衣を脱いだ裸体編（2月27日、S級素人）
- 【自撮り】どこでもオナ2 10人（巨乳多め） 男子トイレ・雑居ビル階段など（2月27日、S級素人）
- 野球部の女子マネージャーは毎日、顧問教師の性処理をさせられています。 柏木こなつ（3月5日、アタッカーズ）
- 素人女子校生ガチナンパ! 彼氏が出来たばかりのうぶっ娘が初イキチャレンジ! イク寸前で焦らしまくったら、パンティが思春期愛液でビッチョビチョ♡ 赤く火照った発育中ボディに念願の極太チ○ポを挿入したらエビ反り痙攣イキまくり!（3月7日、アイエナジー）
- ペニスフラッシュ オナニー見せつけセックス交渉 成功例4名（3月7日、素人39）
- 『もっと気持ち良くさせてよ!』名門お嬢様女子校の女子寮で朝から晩まで数珠繋ぎFUCK!（3月12日、Hunter）
- 睡姦キメセクレ×プ 僕が先に好きだったのに… 思いを寄せていた幼馴染が親友と付き合ったことを知った僕は、彼女を眠らせ中出し15発OVER 柏木こなつ（3月19日、MOODYZ）
- 水蜜少女 3 4 5 多感な制服巨乳少女が性に目覚めて積極的になっていく姿を描いたエロ同人誌の金字塔・堂々完結! 柏木こなつ（3月19日、無垢）
- おマ●コとアナルがハッキリ見える 6 素人娘の超接写オナニー 12人（3月19日、かぐや姫Pt/妄想族）
- 「お兄ちゃん… 挿ってるよね?」「挿ってないよパンスト越しだよ」押しに弱い妹に童貞のボクが素股してもらったらパンストが破れて生挿入 & 生中出し!（3月26日、Hunter）
- 「先に妊娠できた方と結婚だよ!」 ダメ元で二人の幼馴染に告白したら2人ともお情けでOKしてくれた! 当然バレて詰められた結果「2人と中出しエッチして先に妊娠した方と付き合う」という、逆に男の夢みたいな条件を出されちゃった!（3月26日、Hunter）
- おじさん、やめて 防衛本能ゼロの少女に起きた、ひみつでキモチいい経験。柏木こなつ（4月2日、桃太郎映像出版）
- 学年一清楚な彼女の色白デカ尻J系妹の無防備パンチラに我慢できずパンティ擦りつけぶっかけ射精! 戸惑った隙にズボっとどさくさ挿入し問答無用デカち○ぽピストンで連射中出ししまくった。 柏木こなつ（4月2日、LUNATICS）
- あそこから 柏木こなつ（4月9日、ROOKIE）[27]
- 老執事が巨乳○女としたエスカレート性交記録 柏木こなつ（4月9日、グローリークエスト）
- いつでもどこでも好きな時に誰とでも好きなだけエッチ出来ちゃう上京したての新入生だらけのシェアハウスに入居したボクは無双! 夢のヤリチン性活! 毎日ヤッたりヤラれてりのほぼほぼヤリまくり 驚愕の200分超え!（4月9日、Hunter）
- 彼女の女友達2人とヤッては寝て…を繰り返すだけの狂った三日間。彼女が帰省中に彼女の友達と浮気セックスしまくりのヤリ部屋となったボクの部屋。（4月9日、Hunter）
- ちっこい彼女の妹が… スカートの中でこっそり生ハメ逆NTR 女がいるのにドプドプ連続中出し野外Ver.（4月11日、ナチュラルハイ）
- 再婚したばかりの妻の目を盗み何度も中出ししたがる性欲がエグい連れ子とこっそりイチャラブ温泉旅行（4月11日、DANDY）
- スペンス乳腺開発クリニック 柏木こなつ（4月16日、OPPAI）
- オナサポ!! 女子○生 着衣で全裸で挑発的ダンス 6（4月23日、かぐや姫Pt/妄想族）
- 【学力偏差値トップのガリ勉女子とSEX偏差値トップのヤリマン女子】2人の両極端な幼馴染が彼女がいるボクのチ○ポを奪い合い3P!（4月23日、Hunter）
- 生中痴漢集団 8（4月25日、ナチュラルハイ）
- 「おじさんお願い… このままだと私だけ夏休み終わっても処女のままかも…」 同級生に遅れを取るまいと夏休みの間に処女を捨てたくて焦っている姪っ子は誰でもいいからヤリたがっている!（5月14日、Hunter）
- 『えっ!? 待って! なに?』 無理矢理デカチン即ハメ! 友達宅で友達の姉や妹と2人きり!（5月14日、Hunter）
- 素人ナンパでセンズリ鑑賞 19  見るだけでいいんです! だからちょっと僕のチ●ポ見てもらえませんか?（5月14日、かぐや姫Pt/妄想族）
- 金玉ゼロになるまで本生ザーメン搾り取るノーカット連射性交 柏木こなつ（5月23日、Materiall）
- 美○女魔導師フ○ーレン & フェ○ン × Wギロチン中出し集団輪姦 × 大量ザーメンぶっかけ  かな & こなつ（5月24日、TMA）
- 【車で個人撮影】素人美少女ヨダレまみれ手コキ10人（5月28日、S級素人）
- シロウト観察 モニタリング おっとり小悪魔の鬼責め真摯S! ナマナカ射精誘導 DVD販売店編 & ナマハメ撮りDVD鑑賞店編 柏木こなつ（6月4日、桃太郎映像出版）
- 独り身童貞の元にやってきた姪は喪女! だらしないのにエロすぎる無防備巨乳な姪に杭打ち中出しされた僕… 柏木こなつ（6月4日、FunCity/妄想族）
- 柏木こなつ SPECIAL BEST 4時間（6月5日、GLAY'z）※単体ベスト
- 拘束スローピストンレイプ 6  ゆっくり生チ○ポを挿し込み中出しまでの反応を楽しむ鬼畜オヤジに犯された女（6月6日、ナチュラルハイ）
- 押しに弱いエステモニター騙し撮り! 乳首ビンビン女子を媚薬オイルでこねくりチクイキさせるとヤレるのか!? エビ反り痙攣アクメ失禁で理性ブッ飛び中出しSEX! (HJMO-653)（6月18日、はじめ企画）
- ちびっこ拘束激イカセ悪徳エステ 8（6月20日、ナチュラルハイ）
- アナルのシワの数までハッキリわかる! ノーモザイク連続絶頂アナル見せオナニー 26（6月20日、アイエナジー）
- 最強属性 64 柏木こなつ（6月21日、最強属性）
- おねがい! おしゃガール in東京 こなつちゃん 20歳（6月25日、K-Tribe）
- 媚○で自分を慰めるスケベ妻 柏木こなつ（6月30日、マザー）
- 中出し孕ませ新婚生活ハーレムSPECIAL 高瀬りな 優梨まいな 柏木こなつ（7月9日、Million）
- セクハラママさんバレー! 9  ハイレグブルマ姿の人妻10人が挑む過酷なエロトレーニング（7月9日、かぐや姫Pt/妄想族）
- 母同伴でやって来たチビっ子がエステ嬢の言いなり! ワレメもカワイイ乳首もいじられ敏感イキまくりボディに! 更に追い打ちデカチン責めでイカされ続けてイキ狂う!（7月9日、Hunter）
- 欲しがり女子○生のトリプル桃尻ピストンで究極の中出しフルコースを堪能! 数年ぶりに会った3人の親戚女子たち。女子○生になったけど変わらないね!と子供扱いしていたら… お尻を振ってボクを誘惑!? 思わず勃起すると嬉しそうにチ○ポを欲しがる親戚女子たち!（7月9日、Hunter）
- 一般男女モニタリングAV 仲良し女子○校生限定 ドキドキ逆痴漢チャレンジ! 他の乗客にバレないように隠れてパンティ見せ・ベロキス・手コキ・フェラ! 過激なミッションでエスカレートしたJ○たちはそのまま電車内でこっそりセックス! 逆3P生中出しスペシャル!（7月16日、DEEP'S）
- アダルトVRでオナニーしている義妹は完全ノーガード状態! リアルと仮想現実との区別がつかなくなって何をしても全く気づかないからコッソリ挿入!（7月23日、Hunter）
- 柏木こなつ FEVER 5SEX 5Title 5Hours Best All中出しSpecial（7月25日、サディスティックヴィレッジ）※単体ベスト
- うぶな女子●生が初めての痴漢我慢 どんなに怖くても、感じちゃっても絶対声出しちゃダメ! 拒んでいてもパンティに染み発覚→羞恥心で顔真っ赤→指を入れれば糸引き濡れま●こ! 生ペニスを出してもイヤとは言えない女子●生に鬼中出しセックス4連発! 2（7月26日、赤面女子）
- 罰ゲームに負けてクラスで一番陰キャ隠れ巨乳女子と付き合ったら…　むっつりド淫乱だった。 柏木こなつ（7月26日、TMA）
- あざと可愛い巨乳Fカップカフェ店員のノーブラ誘惑! 妻子ある店長を小悪魔娘が堕とす罪悪感と快楽の中出し不倫SEX 柏木こなつ（8月6日、ABC/妄想族）
- AV界で最も制服が似合うオールスター10人大乱交! チ●ポ抜きまくって青春ポイントを稼ぎまくれ! 3チーム対抗チキチキ修学旅行! SEXになると性獣に豹変! 脱いだら激シコ色白美巨乳少女が集う! チーム癒しの女神：設楽ゆうひ 柏木こなつ 小野寺舞（8月6日、kawaii*）
- ホテル羞恥 12  NTR中出しSP（8月8日、ナチュラルハイ）
- スタンガン感電ショック 003（8月8日、SODクリエイト）
- 美巨乳J系リマとコナツが褒めて褒めちぎる 早漏・テク弱なんでもOK!! 全肯定SEXお悩み相談室 どんなお悩みもノリとエロスで解決SPECIAL 新井リマ 柏木こなつ（8月13日、Million）
- バイブをマ○コに突っ込んだ状態で現れる超ドエロいデリヘルがあるという噂を聞きつけ実際に呼んでみたら、想像を超えるエロが目の前に広がっていた!! Part.7（8月13日、SCOOP）
- 「やめてください…」と言いながらも手コキし続けてしまう新人エステ嬢。2（8月13日、Hunter）
- 「おじさん! 私たちと一緒なら寂しくないでしょ?」 行き場のない家出少女たちがゴミ屋敷に侵入! そこで寂しく暮らすおじさんとヤリまくり共同生活!（8月13日、Hunter）
- 純情で甘酸っぱい青春同人コミックを実写化! 実写版! 欲しくて、求めて。 柏木こなつ（8月20日、Fitch）
- 緊縛飼育狂時代 柏木こなつ（8月20日、グローリークエスト）
- 【個撮】どこでもフェラ16 11人（8月20日、かぐや姫Pt/妄想族）
- ＃オナホ女子 柏木こなつ（8月27日、K-Tribe）
- 美巨乳 柏木こなつの愛汁が溢れる激ピスグチョ責めびちゃびちゃ汗だくトランス状態意識朦朧! 連続中出し（8月27日、TEPPAN）
- お掃除フェラチオシスターズ（8月27日、First Star）
- 女子に全くモテない男子に朗報! 彼女作ったら負け! リア充男もパリピ野郎も羨ましがる夢の性生活を送れるエロ素晴らしい性活保護法がついに出来た!（8月27日、Hunter）
- ドM乳首をイジられるとアへ声が出ちゃうバカタレは顔騎クンニで黙らせてヤルね 甘サド小悪魔J系リフレ 天馬ゆい 柏木こなつ（9月3日、MOODYZ）
- ピーピングトム 覗き見デバガメおじさんとメスガキちゃんたち つるぺた姪っ子ちゃんたちによる不品行お仕置きエッチ（9月3日、桃太郎映像出版）
- 母性溢れる子育てママさん! 「女性恐怖症で悩む童貞くんに女性の温もりを与えてくれませんか?」 奥さんが人生はじめてのパンティ素股でフルボッキした童貞チ◎ポに大興奮!! まさかの合体筆おろしSP!（9月6日、ゲッツ!!）
- ラブラブカップル同士が互いのパートナーを交換するスワッピングゲームに挑戦!! 【湘南水着カップル編】相手の彼女 & 彼氏をより多くイカせたら賞金100万円!? 勝利の為にエグイほどのエロスキル発動ww 賞金の為に恋人の目の前で他人と生挿入中出しSEX!?（9月13日、赤面女子）
- 性に興味を持ち始めたウブっ子2人（妹とそのお友達）にセンズリ鑑賞志願されて、興味本意で射精の瞬間パクッと咥えられちゃった僕。 柏木こなつ 雅子りな（9月17日、グローリークエスト）
- 【脳イキしてみる?】 小悪魔淫語で脳と金玉がトロける最高のオナサポASMR 柏木こなつ（9月26日、Materiall）
- ハニカミ接吻旅行 照れて笑って抱きしめて… バイバイする3秒前までずっとキスした物語 柏木こなつ 姫野らん（9月26日、凸凹はぁと）
- 君は僕の教え子で、これはきっと不適切な関係で… 柏木こなつ（10月1日、アタッカーズ）
- 【超贅沢! 7人の家出少女が!】 ボクの部屋はいつの間にかワケあり家出少女たちの溜まり場! Hは決して嫌がらないし何度、中に出しても文句言わない。（10月8日、Hunter）
- 監獄教室（10月8日、Hunter）
- 飲み会中に友人の巨乳彼女のおっぱいを夢中で揉み続けてたら、嫌がりつつも自らパンツに手を入れオナニー。隣で寝ている彼氏にバレないよう声を押し殺して絶頂イキマ〇コに無許可中出し（10月8日、SCOOP）
- 入院生活が長すぎて無防備な新人ナースのぱつぱつスケパン尻で毎日勃起してしまう僕 8（10月10日、LEO）
- FANZA同人コミック シリーズ累計37万DL超え! 学園逆NTR作品! 実写版! 初めて彼女ができたのに…全集 柏木こなつ 天月あず（10月15日、Fitch）
- 時間を自由に止められる世界 沙月恵奈 柏木こなつ 皆月ひかる 藤田こずえ 菜月ひかる 美音ゆめ（10月15日、DEEP'S）
- 地味子なのに初めてのセックスで経験人数が一気に5人! クラスの地味子が誘われた初めての乱交パーティー。ヤリマン女子が当然の様にセックスをする中、地味女子も流されチ○ポにハマって最後は大乱交に!（10月22日、Hunter）
- 純真無垢な色白美乳姪っ子J系のノーブラおっぱいに我慢できず連日のこねくり乳首ハラスメントで敏感早漏体質にさせ何度もヨダレだらだらチクイキする即濡れま○こに中出しした。 柏木こなつ（11月5日、LUNATICS）
- 宅配トラブルにご注意! 服の上からでもわかる人妻の大きなお尻に我慢できなくなり、連日生挿入して中出しした悪徳運送屋 柏木こなつ（11月5日、ミセスの素顔/エマニエル）
- 【完全未公開シーン120分収録】AV界で最も制服が似合うオールスター10人大乱交! 完全版2024 柏木こなつ 小野寺舞 皆月ひかる 望月つぼみ 天馬ゆい 沙月恵奈 設楽ゆうひ 日向なつ 観月あいな さつき芽衣（11月5日、kawaii*）
- 彼女の微熱と僕のほとぼり 実写版 真夏の睡姦中出しNTR 売上総数23万部超え にゃあのえさ超人気作（11月5日、MOODYZ）[14]
- 最終胸チラ誘惑電車 誰もいない2人きりの車内でFカップ美少女と胸揉み性交した 柏木こなつ（11月7日、YONAKA）
- クラスで目立たないむっつりスケベ地味女子は密室に男の子を誘い連続射精させる変態少女（11月7日、ナチュラルハイ）
- 流出映像 サッカー部合宿NTR マネージャー 柏木こなつ（11月12日、unfinished）
- 嫉妬するほど優秀な義妹に睡眠薬を盛り、未成熟のマ〇コを毎晩犯し続ける女子校生眠姦レイプ こなつちゃん（11月12日、REAL）
- デカチン ×ちび幼尻に激ピス = 痙攣イキ! 『おにいちゃん大丈夫だからもっと激しく突いて!』 ボクの事が大好きなウブ妹がボクに抱きつき激しく腰を動かし連続爆イキ! 小さなお尻がピクピク痙攣イキ!で中出し要求!（11月12日、Hunter）
- 義姉にイカされまくったボクの彼女。童貞卒業失敗したボクに義姉が熱烈指導! 更にボクと彼女のエッチにも割り込んできて実演指導で彼女がイキまくり! そのままボクも参加させられ、なりゆき3Pで無事童貞卒業!（11月12日、Hunter）
- 素人なのにディルドオナニーで激しく感じちゃう一般人娘 14（11月12日、かぐや姫Pt/妄想族）
- 「おにいちゃん! 隠れてても見えてるよ! 入っておいで～!」 入浴中の妹をこっそり覗いてたら勃起がモロバレ! 近親兄妹風呂（11月19日、姦乱者/妄想族）
- Ma○ko Device BondageXXXI 鉄拘束マ○コ拷問 柏木こなつ（11月19日、グローリークエスト）
- セフレ以上、恋人未満。ずーっとムラムラ! 脱いだらエロすぎるボディのむっつり美少女とハメ撮り三昧! 柏木こなつ（11月19日、S-Cute）※配信作品「こなつ 2」(scute1474)のDVD版
- 上京したてでセキュリティ意識の低い一人暮らし地味巨乳J○ 不法侵入・昏睡姦・つきまとい中出しレ×プ K・K (●年生・テニス部)（11月19日、OPPAI）
- 神待ち家出少女に「家に泊めてあげるから」と言って自宅に招き入れ即押し倒しずーっとそのままSEXしまくり! 友達も呼んで代わる代わるハメまくり! おかしくなっちゃうまでヤリまくりました!（11月26日、Hunter）
- 可愛い子限定!! めっちゃ気持ちがいいフェラチオ300分（12月3日、たんぽぽ/妄想族）
- お久しぶりです叔父さん! 私とまた、エッチする？「2回目の…」昔いたずらした田舎に住む地味な姪っ子が可愛くなって訪ねてきた。パイパンこなつ（12月5日、GLAY'z）
- キミだけに語りかけ! ロ●っ娘15人! オマ●コぴちゃぴちゃ指入れ自画撮りオナニー4時間DX vol.17（12月5日、GLAY'z）
- しくまれた媚●痩身エステ 7 施術師が怪しいので警戒していたが、秘かに盛られた媚●でまんまと快楽堕ち!!（12月6日、LEO）
- 彼女のお姉さんは巨乳と中出しOKで僕を誘惑 柏木こなつ（12月17日、OPPAI）
- しんゆう -友達でも恋人でもセフレでもない2人- 最優秀シナリオセレクション作品第1弾 まんま屋のエモーショナルな感動作を実写化（12月17日、MOODYZ）
- 触れられた瞬間、溜まりに溜まった性欲が大暴発! ケガで両手が使えない（オナニーもできない）ボクのために日直女子がオシッコの手伝いをしてくれる事に!（12月24日、Hunter）
- 「私のマ○コじゃないし中に出しても大丈夫よw」 若い女に憑りついて性欲を満たすヤリマン憑依おばさんに密着 ～街の可愛い子を手あたり次第に中出ししまくる異常な一日～（12月26日、ナチュラルハイ）

- 童貞は幼なじみに奪われました… 初めて彼女のできた童貞のボクのためセックスの練習相手になってくれたツンデレな幼なじみ 柏木こなつ（1月7日、クリスタル映像）
- 素股プレイでハプニング!! 姉がセックスの伝授中にガマン出来ずにヌルンと挿入!! 6（1月8日、LEO）
- ヒワイすぎる裏オプメンエス嬢の悶絶快感エチエチ施術!! 紙パンツを突き破りそうなほどチ○ポを勃起させ! 男を狂わせる超寸止めオイルマッサージ! キ○タマ枯渇するほど精子を搾り取る神業ハンドテク!!（1月10日、赤面女子）
- 今からこの大家族全員レイプします ○区白金○ 美園和花 翔田千里 柏木こなつ 木下ひまり 由良かな 沙月恵奈（1月14日、REAL）
- SEXのハードルが低すぎる世界線! 2 目の前で当たり前のようにSEX! 朝の挨拶からSEX! 授業中もSEX! 休み時間も放課後もとにかくオープンSEX!（1月14日、Hsoda）
- 〈百合カップル男根堕ち〉汚れなきJ●レズカップルが精子ブリブリ中出し肉便器に堕ちるまで絶倫生徒たちに輪姦されて 天馬ゆい 柏木こなつ（1月21日、MOODYZ）
- 顔出しMM号 女子大生限定 ザ・マジックミラー 牛乳を口に含んで→巨乳モミモミ→乳首こねくりイキ我慢! 我慢出来たら100万円! イッたらデカチン即ハメ! 初めてのチクイキ絶頂で敏感になったJDオマ○コに激ピストンで生中出し!（1月21日、DEEP'S）
- 祝! 2025年! 初詣帰りの素人女子大生限定 お年玉争奪羞恥野球拳対決 勝てば賞金GET! 負ければ即ズボ生ハメ生中出しSEX!! ～姫初め連続生中出し編～（1月24日、赤面女子）
- OD(オーバードーズ)ト○横キメセク人形凌辱 被害者3名（1月28日、REAL）
- 童顔で巨乳セクシー 小悪魔アイドル 柏木こなつBEST（2月4日、桃太郎映像出版）※単体ベスト
- 時間を何度も戻せる世界 レ○プしても中出ししても全て無かった事にできるタイムリープ能力でクラスの女子をヤりたい放題!（2月4日、DEEP'S）
- 『壁尻展覧会』美術部の文化祭の特設コーナーは女子部員たち自らの生尻を展示する壁尻! 見て触れて挿れて楽しめるスケベすぎる芸術作品の展覧会!（2月11日、Hunter）
- シロウト女子○生真正中出しナンパ! 非ヤリマンの清楚J○を無茶して口説いて生パコGET! 5 【6人収録全員クソエロかわいい保証】 恥じらいたっぷり赤面娘編（2月14日、赤面女子）
- 秘密の中出し学園祭 エッチな願いが叶う魔法のステッキでクラスでぼっちの僕が可愛い美少女10人のマ●コ・ア●ル丸見せ大乱交スペシャル!! 東條なつ 倉本すみれ 虹村ゆみ 香水じゅん 沙月恵奈 柏木こなつ 春陽モカ 美園和花 弥生みづき 松本いちか 大槻ひびき（2月18日、本中）
- 「おじいちゃんって… おちんちん固くなるのかなぁ～?と思って…」 好奇心旺盛な初孫禁断夜這い（2月18日、姦乱者/妄想族）
- オナサポ!! 女子○生 着衣で全裸で挑発的ダンス 12（2月18日、かぐや姫Pt/妄想族）
- 私たち、気持ちいいことに鬼ハマり中。 とある日のオフパコ中出し乱交 かのん こはる こなつ（2月18日、無垢）
- チクビアン 6 ビンビン乳首こねくりレズ性交（2月25日、レズれ!）
- 「えっまだするの? 何回、私の中に出すつもり? もう無理! イキ過ぎて頭おかしくなっちゃう!!」 素人女子大生 vs イケメンAV男優 中出し鬼ごっこ 追いかけまわして捕まったら超絶高速ピストンで無制限生中出し!!（2月28日、赤面女子）
- めちゃくちゃシコれる卑猥なドスケベ肉感体位で大量中出しされビクイキ連発する可愛い素人娘15人（2月28日、赤面女子）
- スポーツトレーナー整体治療院 全国大会出場者多数 スポーツ強豪私立併設 【セクハラ / 快楽地獄 / バックで即ズボ / 生中出し】（2月28日、ハラスメント）
- 乳首いじりが日常生活に溶け込んだ世界で、いじられていることには気づかないまま、乳首イキしてしまう女子○生の日常的敏感乳首学園（3月1日、OFFICE K’S）
- AV女優が完全に「素」のプライベート状態、柏木こなつをハメドリッ（3月4日、MAX-A）
- 白衣の天使と性交 柏木こなつ（3月7日、ドリームチケット）
- 脱いだらすごかった地味メガネ巨乳!!（3月7日、LEO）
- 隣の変態大家におっぱいを揉まれ毎日犯されてます 柏木こなつ（3月11日、unfinished）
- 昏睡強姦 世間知らず3名、全員中出し（3月11日、REAL）
- 時間停止学生寮。 時間を止める事ができる神装置で好きな時に挿れたり、止めたりし放題。（3月11日、Hsoda）
- 「乳首もアソコも… ハミ出ちゃうって…」 ウブな女子大生が過激水着モデル撮影会ww おっぱい & ワレメのビラビラがハミ出る羞恥ポーズ! デカチンモデル密着セクハラにエチエチ覚醒ww いつの間にか生ハメ中出しフォトセッション（ ゜Д゜）（3月14日、赤面女子）
- 「寝起きでSEXしよ?」 すっぴんだってカワイイ彼女を目覚ましイタズラ生中出しww（3月14日、ハラスメント）
- 授業中は他人… 放課後は彼女… 担任教師を虜にする生徒と不道徳行為（3月18日、姦乱者/妄想族）
- 洗っていない汚チ●ポでもお構いなし!? 素人娘の即尺フェラチオ 口内発射編（3月18日、うさぎ/妄想族）
- 就寝中の夜行バスで指マンされた恐怖に目を開けられず寝たふりしながらイキまくる気弱女子 2（3月20日、ナチュラルハイ）
- セクハラママさんバレー! 12 ハイレグブルマ姿の人妻10人が挑む過酷なエロトレーニング（3月25日、かぐや姫Pt/妄想族）
- 密着ベロチュー女子校生と先生の生中出し性交 柏木こなつ（4月1日、MAX-A）
- デカ尻J系教え子に顔面尻ドンされ罵倒淫語でマゾ勃起してしまった教師ち○ぽを金玉からっぽになるまで射精させられた。 柏木こなつ（4月1日、LUNATICS）
- 生徒会議中にバレたらヤバイ!! リモコンバイブ恥感（4月1日、OFFICE K’S）
- 口の中の感触をじっくりと味わう、優しいスロ～フェラチオ (4)（4月1日、OFFICE K’S）
- 一般男女モニタリングAV 巨乳女子大生限定! 目隠し素股でズラ～ッと並んだチ○ポ10本の中から大好きな彼氏のチ○ポ当ててみて! ハズレたらいきなりデカチン即ハメ! 形・大きさの異なるフル勃起チ○ポとクリトリスが擦れ合う気持ちよさに我慢できず濡れ出した彼女オマ○コは絶頂が止まらない!!（4月1日、DEEP'S）
- 『お兄ちゃん… 今日だけ一緒にいて…』 いつもボクを見下す生意気な妹が突然べったり!? トイレもお風呂もベッドだってくっついて離れない巨乳妹の普段とのギャップに理性を保てない!（4月4日、DOC）
- 挿入OK!? 美少女回春メンズエステ 柏木こなつ（4月5日、プラネットプラス/アンビバレンツ）
- 脳がトロける甘～いささやきで何度も快楽に導くナース派遣クリニックの絶品中出しサービス（4月8日、BAZOOKA）
- 3年C組の文化祭の模擬店は時間内ならチ○ポしゃぶらせ放題! オッパイしゃぶり放題! マ○コもしゃぶり放題!のしゃぶしゃぶ店（4月8日、Hunter）
- どこへでもドア 「キャー、エッチ! 何でここにいるの? 早く出てってよ!」 そのドアを使うとどこへでも行けるんです! そしてどこででもイケるんです! 3（4月8日、Hunter）
- 男女の友情は性欲に負ける!? 友達同士の男女が全身ぬるべちょオイルエステ素股体験 彼氏有り女友達とのエチエチオイルマッサージ意識し合う男女!? びちょぬるマ〇コ & 勃起チ〇ポをグチュグチュ擦り合わせる男女はスケベ本能の剥き出しでヌルっと挿入してしまうのか!?（4月8日、脱ぐのは恥だがペニス立つ）
- 産婦人科痴○!! 25 何も知らない若妻に治療と称して中出しまでっ!!（4月10日、LEO）
- 生徒の巨乳に理性を失った僕は放課後ラブホで何度も何度もこなつと中出しセックスしてしまった 柏木こなつ（4月15日、OPPAI）
- 悪徳チケット転売ヤ―に騙され種付けされた無垢な田舎少女 被害者5名（4月15日、無垢）
- ザーメンごっくん・べぇ～めちゃカワ特化フェラチオ映像集4時間（4月15日、姦乱者/妄想族）
- 素人おま○こくぱぁ観察 8 -人妻編- 輝くビラビラが透けて見えそうなほど4Kカメラ超接写至近距離で照れイキオナニー30ま○こ290分（4月15日、S級素人）
- 性感帯直撃レズエステ 綺麗なエステティシャンのお姉さんに… 敏感な部分を超いやらしく触られて… 初めて女の手でイカされてしまいました。（4月24日、オフサイド）
- 初めてのセンズリ鑑賞に興奮しちゃった素人娘 (5)（5月1日、OFFICE K’S）
- 強●クスリ漬け 教え子の巨乳マセガキJ系を拉致! ODキメセクで汚チ〇ポ依存化 エビ反り鉄まんイキ絶頂! 柏木こなつ（5月6日、山と空/妄想族）
- 一般男女モニタリングAV 修学旅行中の女子○校生さん! タオル一枚男湯で同級生男子のチ○ポ洗ってもらえませんか? クラスメイトのフル勃起チ○ポに囲まれ恥じらいながらもしごいてしゃぶってザーメン抜きまくり! 過激なミッションでオマ○コが火照ってしまいそのまま童貞府でおろし中出しSEX!（5月6日、DEEP'S）
- 乱交OKの混浴温泉と知らずに来た女性客は巨乳尻をワニ痴漢されて喘ぎ始め… 2  4名収録（5月6日、ゲッツ!!ボンボン/妄想族）
- 「愛し合う夫婦が残したいメモリアルヌードフォト」と題された雑誌の特集だと妻を騙し、絶倫チ○ポ男と素肌密着偽撮影会で寝取られ検証!! 旦那よりも若くてカチカチに反り返ったチ○ポがマ○コまで1cmに超接近して奥さん急激欲情!? 旦那が近くにいるにも関わらず生中出し!! 13発 VOL.5（5月9日、赤面女子）
- メンズ脱毛サロン 3 ♯VIO♯広告♯かわいい♯勃っても大丈夫（5月9日、ハラスメント）
- 全てを我慢して勉学に打ち込んできた女子校生が涎を垂らし喘ぎ悶える媚薬漬け巨乳受験 柏木こなつ（5月13日、REAL）
- 仲良し兄妹限定! せまーいお風呂で密着混浴体験! 10年ぶりの兄妹風呂で妹のプリケツちらり! おっぱいポロリ! 勃起が抑えきれずそのまま生中出しSEXしちゃいました!（5月13日、脱ぐのは恥だがペニス立つ）
- 性欲爆発処理班 性欲処理のエキスパートたちが爆発寸前の性欲を処理するべく現場に急行! 行くぞ! イクぞ! イカせまくるぞ!!（5月13日、Hunter）
- 「えっ!? コレが実習? エロ過ぎません?」 タイ古式マッサージスクールに入学したら男はボク1人! 実技講習は体に密着しまくり! スケベ過ぎてフル勃起! タイ古式マッサージ師を目指したボクはスクールに入学。すると男はボク1人だった! 座学は平気だったけど実技実習は体ラインが丸分かりのエロ過ぎるピタ服女子と神密着!（5月13日、Hunter）
- 屈辱支配 ～身動きが取れない状況で痙攣イキするえっちなオマ〇コ 柏木こなつ（5月16日、MAXING）
- 絶倫義父に犯され続け、淫乱女に躾けられた若妻 柏木こなつ（5月20日、プラネットプラス/七狗留）
- 未●年 背徳不純異性行為（5月20日、姦乱者/妄想族）
- 【親バレ厳禁】ひとつ屋根の下で起きた兄妹ドキュメンタリーこれって近親相姦ってやつだよね! 禁断性交中出し6組4時間（5月20日、姦乱者/妄想族）
- 美女のお顔をベロベロ舐めたい! 柏木こなつ（5月22日、RADIX）
- 素人おま○こくぱぁ観察 9 -キャリアウーマン編- 輝くビラビラが透けて見えそうなほど4Kカメラ超接写至近距離で照れイキオナニー30ま○こ306分（5月27日、S級素人）
- 純朴おさげ髪の似合う三つ編パイパン少●中出し性交10人4時間（6月5日、GLAY'z）
- この可愛さに撃沈! 顔面金メダル級に我慢限界! 素人ハメ撮り全員中出し4時間【完全主観】12名収録（6月5日、GLAY'z）
- 社員旅行で狙われた新人OL 5（6月6日、LEO）
- チアガール♯青春♯部活動♯きつねダンス♯生中出し 2（6月12日、素人39）※配信作品のDVD版。
- 向かいの部屋のめちゃシコ無防備娘ぷりんぷりんのオッパイとモロ見えワレメ姿で見せつけ誘惑! 【神展開】覗き見してたのに部屋に誘われスケベな腰使いで何度も射精させられたボク（6月13日、ハラスメント）
- 【個撮】どこでもフェラ 20  11人（6月24日、かぐや姫Pt/妄想族）
- ラブホ代わりにボクのアパート貸します 一人暮らしのボクは金欠の友達に部屋を数時間ほど激安で貸し出し。こっそり盗撮していたら女の子にバレて…。（6月24日、Hunter）
- 童心に返って甘えたい男子のオアシス! おとな保育園エッチな巨乳保育士がバブみ全開のヌキヌキ保育で癒してくれる!（6月26日、ハラスメント）
- 連れ娘狼 鬼畜義父兄は娘目当てに結婚しました。（7月1日、桃太郎映像出版）
- しろうとがーる vol10 えっちなしろうと娘 3名 全員ナマ中出し（7月1日、しろうとがーる/妄想族）
- 絶対服従3人のいいなり性処理メイド 理不尽な肉棒調教の末、主人のすべてを受け入れ、自らカラダを差し出し、主人に満足いただくため、献身的なご奉仕をするようになった美少女たち。 高瀬りな 柏木こなつ 目黒ひな実（7月8日、REAL）
- 可愛い部下（※彼有り）と上司（※既婚）が高額賞金かけて野球拳で対決!?「部下に興奮するわけないよ!」なんて言いつつバッキバキ勃起しちゃう上司チ〇ポ「大きくないですか」部下の女性も恥ず恥ずエロ発情「秘密ですよ…」ってド不倫NTR中出しSEX 2（7月8日、脱ぐのは恥だがペニス立つ）
- ピタパンスケベ尻の誘惑（7月10日、LEO）
- 引っ越し屋でバイトする社会を知らない地味巨乳女に難癖つけてセクハラ乳揉みをくり返す変態店長 2（7月10日、ナチュラルハイ）
- ビーチで声をかけた素人水着美女にエロ漫画に出てくるような強烈媚○がテンコ盛りのオイルマッサージをしたら一体どうなってしまうのか? リゾートスパの無料モニターと騙しその様子を徹底検証! ベットに水たまりができるほど愛液だだ洩れ、触れてもないのに赤面プルプル涙目! エビ反り痙攣大絶頂オーガズムで人生初のトランス生SEX!!（7月11日、赤面女子）
- いつでも使えるオナホ後輩 柏木こなつ（7月15日、S-Cute）
- カルト教団にハマって身も心も捧げる女 柏木こなつ（7月15日、グローリークエスト）
- 声出したら中出し! 美少女孕ませきもだめし林間学校 3 東條なつ 倉本すみれ 虹村ゆみ 香水じゅん 沙月恵奈 柏木こなつ 春陽モカ 美園和花 弥生みづき 松本いちか 大槻ひびき（7月15日、本中）
- 乳首が弱点のパパ活女子を強●チクイキ。オジを馬鹿にする塩対応な女子校生が執拗な乳首責めで屈服させられて…。 柏木こなつ（7月22日、Million）
- ルームメイトはまさかの女子! 3 超カワイイし超無防備過ぎる! パンチラ、ブラチラ、乳首チラ! そんな女子とひとつ屋根の下なんて当然我慢出来ずフル勃起!（7月22日、Hunter）
- バストアップマッサージ ～巨乳、美乳、貧乳、超乳… 揉まれて揺れるおっぱい観察～（7月22日、S級素人）
- 素人娘20人の即尺フェラ抜きアルバイト 2 野外おしゃぶり大好きな変態女たちのごっくん2連射搾り 完全撮り下ろし310分（7月22日、S級素人）
- 村の男女が絡み合う1泊2日、夏の性合宿! 田舎の大人がエッチしたいが為に考えた悪しき風習は上京する若者は合宿に参加し性行為講習を受けなくてはならない!というもの。（7月29日、Hunter）
- 恥じらう素人娘たちの生おっぱいモミまくり!! (7)（8月1日、OFFICE K’S）
- 常夏沖縄でなんだか開放的な気分!! 水着のままでOK!! Vラインギリギリマッサージで困惑!? 4（8月6日、LEO）
- カフェ娘連鎖羞恥 8 営業中の店内でイキ堕ちた言いなり店員を利用する数珠つなぎ計画（8月7日、ナチュラルハイ）
- 「お願い、この週末だけ恋人のフリして?」 同僚OLの両親を安心させるため婚約者に成りすますうち二人でお風呂に入ることになり… 濡れテカる美巨乳にたまらず即パコ恋人設定に便乗して3日間ハメまくった 柏木こなつ（8月12日、アリスJAPAN）
- マジックミラーNTRエステ 隣で美乳スレンダーな彼女が寝取られているのに、僕は巨乳お姉さんの凄テクに抗えず、生中セックスしてしまった。 黒川すみれ 柏木こなつ（8月12日、Hsoda）
- 発射無制限! 美少女J系風俗裏バイト 柏木こなつ 沙月恵奈 皆瀬あかり 松井日奈子（8月12日、unfinished）
- ぐにぐにズボッ! 「あれ? 挿っちゃいました?」 布1ミリの壁を突破! 4 紙パンツからハミ出た勃起チ○ポを下着に押し当てる小悪魔エステティシャンがいたんです!!（8月12日、Hunter）
- クズな彼氏と私の言いなりNTR記録 柏木こなつ（8月16日、MAXING）
- 別れた元カノそっくりの彼女と付き合ったら実は妹だった! 僕のクンニがドストライクな姉が嫉妬で暴走! 舐めても舐めても愛液が溢れる姉妹丼のクンニ取り合いバトルが勃発!（8月21日、FALENO TUBE）
- 素人女子○生が挑戦! 初めてのじゅぼじゅぼノーハンドフェラで連続射精チャレンジ! 30分間でお口だけで射精させるごとに賞金10万円! 顔よりも大きなデカチンをお口いっぱい頬張りジュッボジュッボ! 大量口内射精で精子ダダ漏らし! 火照ったオマ○コにもデカチンねじ込みザーメンまみれSEX! 全員中出しスペシャル!! 合計26発（8月22日、赤面女子）
- 生イキざかり「どんなおちんちん挿れても気持ちいいんだね!」 大好きなクラスメイトが今、目の前でボクの友達とSEXしている。普段は大人しい感じなのに、あんなにエッチでスケベな顔するなんて…。嫉妬で狂いそうだけど、めちゃめちゃ興奮して超勃起してる。「それに生でした方が気持ちいいなんて知らなかった」 毎日毎日何回もエッチしまくった青春の思い出。はじめてのSEXの思い出。（8月26日、Hunter）
- 「もうイッちゃうの? まだダメ～っ」 美少女寸止め焦らしローション手コキ射精ギリギリまで何度も寸止めされてヌルヌルシコシコ大暴発! 精子枯渇! 4（8月26日、S級素人）

### アダルトVR
- 初VR 柏木こなつ ひょんなことから片思いの同級生と【ロッカーの中で】2人きり! こんなところでカップル成立?!イチャラブ密着セックス（2月7日、SODクリエイト）
- 頼まれたら断れないおっとり美巨乳の同級生がお見舞いに来てくれた。ボクが熱を出してしまった原因になった彼女は断りきれずにエッチなお願いも受け入れてくれ おっぱい水枕、添い寝、授乳手コキ! たゆんたゆんおっぱい献身看病（3月16日、SODクリエイト）
- HQ 劇的超高画質 文科系名門女子 隠れFカップ フルート個人レッスン中の無防備なカラダ… 制服美少女に仕掛ける性的悪戯の日々（4月8日、ブイワンVR）
- HQ 劇的超高画質 妹の色白ノーブラがちらり 誘惑に負けちゃいそう… 自制心崩壊して禁断中出し（5月11日、ブイワンVR）
- パパのチ●コに何度もイカされ堕とサレちゃう… 白濁マーキングされるお金目当てのパパ活女子校生 柏木こなつ（11月6日、KMPVR）
- 超全身舐め究極ハーレムVR 全員美巨乳! 逆バニー6人に囲まれ足の指から膝、太もも、乳首、腕、顔面、指先も1本1本丁寧に舐めご奉仕される全身とろける天国イキ確定6回転ハーレム中出しSEX!! 柏木こなつ 野咲美桜 小梅えな 結城りの 早見依桜 姫咲はな（11月28日、SODクリエイト）

- 〈バイノーラルで聴覚刺激! 多人数罵倒足コキ!〉‘続・女子○生寮の管理人（下僕人）の僕は、寮生の足コキおもちゃにされてます!’【現在進行形で寮などで罵倒され、足でチ○コをイジメられてるけどやっぱり快感すぎて、僕にとってはこの上ないご褒美でしかないです!（3月6日、SODクリエイト）
- ある朝突然ハレンチ制服で起こしに来てくれた幼馴染と学校サボってヤリまくった!! 柏木こなつ（6月3日、KMPVR）
- 最高の甘え乳 最近出来た義妹に徹夜で甘やかされ、何度も依存してしまった勝ち組のボク 柏木こなつ（6月22日、KMPVR）
- 厳選キャストを『税サ込の格安』『安心の完全前金制』『常時おさわり即モミOK』『リピート確定の特濃大サービス』でお届け！裏オプ黙認とネットで話題の人気店で花びら回転! 抜きまくりヤリまくりの生本番! 逢月ひまり 姫咲はな 乙アリス 一ノ瀬レイラ 岩沢香代 柏木こなつ（7月31日、TMA）
- エロメイドたちから精子を搾り取られる学園祭ハーレムメイド喫茶!! 綾瀬こころ さつき芽衣 姫咲はな 柏木こなつ（8月21日、SODクリエイト）
- 【童貞ボクのセックスレクチャー】 ボクの事を尊敬し大好きな妹的存在の幼馴染がエッチに興味持っちゃって色々聞いてくる。童貞がバレたくないボクの独学セックスレクチャー 柏木こなつ（9月15日、ワンズファクトリー）
- 【KMPVR全レーベル4000本記念特別版】【オナサポ特化4シチュエーション × 約5時間】 私立オナサポ学園 クラスメイトが合法的に僕のオナニーをお手伝い!? パンチラに! 耳責めに! レズに! 射精管理まで!? あま～い青春をエロで彩るハーレムSP 沙月恵奈 乙アリス 柏木こなつ Nia 春凪星花 星空もあ 宮沢ちはる（10月27日、KMPVR-彩-）
- クーラーもない灼熱の部室で陸上部キャプテンこなつちゃんと濡れテカ肌で真夏の密着汗だくSEX 柏木こなつ（10月31日、アリスJAPAN）
- 引いたお題は即実行 同期の引っ越し祝い飲み会で えっちな指令だらけのドキドキ積み上げゲーム 柏木こなつ 真白みのり（11月20日、SODクリエイト）
- 【異次元の少子化対策】 どんな女も絶対に股を開かなければならない「赤（ちゃん）紙」が届いたので、堂々と女子更衣室に侵入していじめっ子を合法レ×プしてやった 柏木こなつ（12月28日、SODクリエイト）
- くい込みがエグい! これからこの巨乳女子とSEXします。校則違反水着でエロさ倍増 はにかみ笑顔が可愛すぎる制服彼女と放課後バイブ責め中出しエッチ 柏木こなつ（12月30日、CRYSTAL VR）

- 姉を取られて嫉妬した彼女の妹がセックス乱入!? Wボイン姉妹のおっぱい押しあて耳元囁きで脳内とろとろに犯される! 超興奮しちゃう超密着ASMR姉妹ハーレムVR 柏木こなつ さつき芽衣（1月10日、kawaii*）
- 両親が再婚して出来た義妹がチン媚び懇願するむっつりドスケベだった。柏木こなつ（3月31日、TMA）
- SNSで出会ったいいなり系パイパン黒髪美少女を自宅に連れ込み電マ制服エッチ 柏木こなつ（4月27日、CRYSTAL VR）
- 洗脳病棟24時8KVR 院内の看護師・患者・女医を支配征服中 末広純 流川莉央 柏木こなつ 琴音華 真白みのり 紫月ゆかり（6月10日、SODクリエイト）
- 「なんでっ?! 右手が勝手に動いちゃう!!」 教え子の体を部分洗脳してみたら… 柏木こなつ（6月27日、SODクリエイト）
- 彼氏をつくるのはメンドいけどチ〇ポに飢えたむっつりズボラ義妹が僕に目を付けわがままオーダーSEX 柏木こなつ（9月27日、KMPVR-彩-）
- 神コス専門リフレ 激カワ美少女の神対応マシュマロ美巨乳と裏オプ生ハメ! 中出しでメロメロにしてやったお店に内緒の孕ませSEX 柏木こなつ（9月27日、こあらVR）

- 酔って無意識近距離挑発しちゃった負けず嫌いのバ先の地味メガネちゃんは、押し倒すと恥ずかしがりながらも夜通しセックスしてしまうエロギャップ持ちだった 柏木こなつ（1月17日、unfinished）
- 強豪サッカー部を支える健気で心優しい性欲処理担当マネージャーが部活終わりに使い捨てオナホールにされています。 柏木こなつ（2月6日、unfinished）
- 「卒業したらSEXしようね」接吻だけで3年間耐え抜いた教え子との禁欲恋愛 卒業式帰りに即ラブホ直行3年分溜まった欲望爆発させ無垢な膣内にザーメン注ぎまくった教師の僕 柏木こなつ（2月28日、アリスJAPAN）
- 女性熱波師と男湯にいた女の子の標的にされて汗だくハーレム中出しSEX 柏木こなつ 百永さりな（3月30日、本中）
- ダブル乳首舐め手コキの天才カウントダウン射精するまで乳首もチ○ポもお留守にしないチュパシコ特化型VR + 常に左右からサンドイッチされる完全密着ハーレム添い寝アングル（3月31日、アリスJAPAN）
- 【8K超高詳細肉感特化VR】お兄ちゃん大好き!! ペロペロと全身舐めながらご奉仕してくれる超ブラコン妹!! 「ママには内緒だよ」と言いながら何度何度も精子を搾り取って気持ちよくしてくれるVR 柏木こなつ（5月8日、肉きゅんパラダイスVR）
- 一生に一度のモテ期到来!! 修学旅行中、3股カノジョたちと到着から深夜まで求愛中出しを求められるボク争奪戦 沙月恵奈 皆月ひかる 柏木こなつ（6月7日、KMPVR-彩-）
- 人生の大ピンチが訪れる度に何処からともなく現れる中出しチア天使のエッチな応援で多幸感に包まれながらヤリまくる無敵射精ライフ!! ひまり えな かりん こなつ ひかる（6月28日、KMPVR-彩-）
- 清楚系ビッチな幼馴染ふたりにレズ挑発されながら童貞筆おろしされる僕 天馬ゆい 柏木こなつ（6月30日、SODクリエイト）
- 同窓会で帰省した幼馴染10人が僕とお見合い大作戦! ～女だらけの田舎村で僕1人を奪い合う超ハーレム中出し大乱交～ 東條なつ 倉本すみれ 虹村ゆみ 香水じゅん 松本いちか 弥生みづき 美園和花 春陽モカ 柏木こなつ 沙月恵奈（7月13日、本中）

### アダルト配信
- こなつさん（4月12日、俺の素人-Z-）
- 【初撮り】【童顔×美巨乳】【経験極浅】愛くるしい幼顔に不釣り合いなFカップバストが魅力的な看護大学生。若く透明感眩しいツヤ肌を紅潮させながら、ピュアなカラダが淫靡に侵食されていき.. ネットでAV応募→AV体験撮影 1804（4月14日、シロウトTV）
- むっちんスクール水着☆Fカップ隠れ巨乳ロリ娘（18）☆むにむにボディをがっちりホールド⇒おまんこ激ピストン（4月15日、美少女遊記）
- 【愛くるしさ100点満点♪オスの本能くすぐる妹系J●】学校サボって好きピに会いにきちゃう超絶キュートな女子●生♪ 無邪気な笑顔に甘え上手… まさにキュンです♪【1限目】真昼間からホテin甘々せっくす♪あどけない表情がゆがむほどの渾身ピストンに絶頂→お母さんには内緒の膣内射精♪【2限目】スク水&オイルまみれのエロかわぼでぃに勃起収まらずベッドの上で夜の保健体育実施♪（4月21日、しろうとまんまん）※「なつ」名義
- マジ軟派、初撮。 1787 ちょい地味で押せばヤレそうな雰囲気がたまらんJDをナンパ!胸の谷間にパンチラに…スキの多さがまたエッチ!照れつつも流されSEX!ハリのあるデカ乳と美尻が弾ける!（4月24日、ナンパTV）
- こなつ（4月25日、素人ムクムク）
- こなつ（5月27日、素人CLOVER）
- 彼氏持ちだけど生でオジサンと交尾できる美少女J系! 顔・身体・乳すべてが完璧な○法ロリ ゆみ（5月29日、しろうとまんまん）
- こなつさん（7月5日、俺の素人-Z-）
- 【エッチな体の童顔巨乳OL!!!】 若さ溢れる入社1年目の美人OLは断り下手のドMさん。強引な押しを断れないのを良いことに自宅に乗り込み、父のいる目前でバックファック3連打!!! 柏木さん / 人材派遣サービス会社 営業部 入社1年目（7月6日、プレステージプレミアム）
- 【幼顔のメンエス嬢、そんな衣装で仕事していいんですか? すぐパンツ見えるしオッパイも目立ちます! 悪い大人に騙されてませんか?】 エロいコスチュームで現れた担当エステティシャン、無垢な表情でえげつないマッサージを仕掛けてくる… これは意味わかってやっているの? そんな顔して。そんなオッパイ… ずるい。紙パンツからはみ出したチ●ポを手コキ、フェラ、騎乗位で股間に沈めて…。激しい上下運動! 2回中に出しました。こなつさん / 巨乳×童顔の最高にヤバい施術屋さん（7月15日、ドキュメントdeハメハメ）
- K.K（7月23日、素人ホイホイLOVER）
- こなつちゃん（8月18日、俺の素人-Z-）
- 【配信専用】全部出して! ザーメン大好きごっくんバキュームフェラ #5（8月18日、ふぇちぽいんと）
- 柏原こゆき（9月22日、東京恋人）
- Fカップ美容部員 杉本さん22歳 ＃エロカワ＃3発＃中出し＃キス発情＃オナニー（10月13日、E★ナンパDX）
- なっちゃん（11月22日、素人ホイホイ）

- あやか & こなつ（2月18日、俺の素人-Z-）
- こなつちゃん（3月1日、素人ペイペイ）
- K133ちゃん（3月3日、蜃気楼）
- こなつ（3月13日、シロパコ）
- こなつ（3月23日、YOASOBIちゃん）
- こなつ 2（3月24日、シロパコ）
- 破天荒（3月26日、破天荒）
- さら & こなつ（4月5日、素人ペイペイ）
- こなつ（5月1日、素人ペイペイ）
- KONA017ちゃん（5月2日、白昼夢）
- 【『童顔 × 巨乳 × デカ尻』国宝級美少女と肉欲に溺れながら生中出しハメ撮り♪】 おとなしそうな見た目でエロいことが大好きな超カワ学生とアプリでマッチング♪ 彼氏は居らず毎日オナニーで常時ムラムラ… おじさんセフレの生チンにイキ狂う清純美少女の中出し絶頂Night2連戦!! 【あまちゅあハメREC＃ひなた＃大学生】（5月2日、MOON FORCE）
- こなつちゃん（5月12日、シロウト速報）
- こなつちゃん (oreco316)（5月16日、俺の素人-Z-）
- 小夏（5月21日、浮遊僧）
- 万引き美少女 こなつ（5月23日、パコられ美少女）
- KONATSU (oreco326)（6月2日、俺の素人-Z-）
- こなつさん (oreco339)（6月7日、俺の素人-Z-）
- 純真清楚系なのに生挿入OKしちゃうF乳アイドルフェイスこなつちゃん《癒し系要素ガン盛り現役女子大生レンタル彼女と禁断のオフ密会イチャラブ中出しSEX》映画観てランチ食べて漫画喫茶でバレないようにゴソゴソ → ムラムラ限界ホテin! / F乳責められただけでパン染み作る高感度ボディ → 美巨乳 × 清楚な見た目とエロテクのギャップにやられて乳に発射w / シャワーで上目遣いパイズリしてもらって完全復活→もうゴムが無くて仕方がなく生ハメ中出し!! 【しろうとハメ撮り＃こなつ＃21歳＃女子大生】（6月14日、MOON FORCE）
- ななちゃん（6月23日、しろうと乱交サークルの刃）
- ななちゃん 2（6月30日、しろうと乱交サークルの刃）
- こなつ（6月30日、E★素人DX）
- こなつ 2（6月30日、E★素人DX）
- 【中出しSEXで癒してくれる美乳メイド】リアル彼女にしたいハタチのお花屋さんを彼女としてレンタル! 口説き落として本来禁止のエロ行為までヤリまくった一部始終を完全REC!! 優しさ無限大カノジョはSEXも献身的!! メイドコスで「癒してあげる♪」美乳パイズリでチ◯コをフル勃起させて生ハメ性交!!! こなつちゃん 20歳 お花屋さん（7月2日、プレステージプレミアム）
- こなつ (scute1394)（7月7日、S-Cute）
- こなつさん（7月15日、既婚者の会@東京）
- こなつ (yose005)（7月20日、妖精ムックムック）
- こなつちゃん（7月20日、ホームエロ～ン）
- こなつ（7月20日、あの素人娘のエッチの仕方を公開します。）
- こなつちゃん (oreco382)（7月24日、俺の素人-Z-）
- こなつ 3（7月28日、E★素人DX）
- S154ちゃん & Y154ちゃん（7月28日、蜃気楼）
- こなつ (yose006)（8月5日、妖精ムックムック）
- こなつ 2（8月5日、あの素人娘のエッチの仕方を公開します。）
- こなつ (yose009)（8月25日、妖精ムックムック）
- こなつ（9月15日、ファミリープラン）
- サッカー部マネージャーK (oremo039)（10月13日、俺の素人-Z-）
- K & M（11月1日、素人ペイペイ）
- 雷008（11月8日、雷）
- こなつさん (oreco512)（11月10日、俺の素人-Z-）
- ミオ（11月14日、援堂山）
- ミオ 2（11月21日、援堂山）
- K & A (oremo083)（12月7日、俺の素人-Z-）
- R大学K087 (oremo087)（12月9日、俺の素人-Z-）
- フウカ（12月13日、援堂山）
- フウカ 2（12月20日、援堂山）

- こなつさん（1月5日、ドキュメント de ハメハメ）
- 女子大生・Kさん（仮）(oremo113)（1月11日、俺の素人-Z-）
- こなつちゃん (oreco570)（1月14日、俺の素人-Z-）
- なつみちゃん (endx469)（2月2日、E★ナンパDX）
- こなつちゃん（2月5日、御茶ノ水素人研究所）
- えみさん (oremo133)（2月12日、俺の素人-Z-）
- konatsu（2月13日、シロウトソシアルクラブ）
- Kちゃん (spay369)（3月2日、素人ペイペイ）
- こなつちゃん（3月29日、少女A）
- 美咲さん & 藤井さん（5月10日、E★ナンパDX）
- 巨乳ママさん 14（7月5日、蜃気楼）
- こなつ (oreco782)（7月21日、俺の素人-Z-）
- Kさん (gerk597)（8月5日、ゲリラ）
- こなつchan（8月6日、素人まっちんぐ）
- こなつ & なな (oreco822)（9月6日、俺の素人-Z-）
- こなつちゃん (orena031)（9月30日、俺の素人）
- こなつ 2 (scute1474)（10月31日、S-Cute）
- こなつ (refuck118)（11月15日、Re:Fuck）
- こなつ (srt2016)（11月22日、しろうとがーる2）
- 地球より大きな愛でセフ男を一途に想う年下女：こなつ(21)【女がハマる甘い沼】 (MMNM-022)（11月28日、しろうとまんまん沼）
- こなつ (srom128)（12月3日、素人まっちんぐ）
- こなつ (kaku247)（12月13日、KAKUJITSU）
- こなつ (fami012)（12月28日、ファミリープラン）

- こなつ & こはる & うらら@裏垢J (smuw032)（1月5日、素人ムクムク-W-）
- パンチラ天使ちゃん (oremo293)（1月7日、俺の素人-Z-）
- こなつ (yose034)（1月11日、妖精ムックムック）
- こなつちゃん (oreco967)（1月12日、俺の素人-Z-）
- こなつさん & こはるさん (smjs065)（1月24日、素人ムクムク-職-）
- こなつちゃん (oreco979)（2月1日、俺の素人-Z-）
- Kバドミントン選手 (oremo311)（2月9日、俺の素人-Z-）
- こなつちゃん (orecz006)（2月16日、俺の素人-Z-）
- コナツちゃん (oremo316)（3月2日、俺の素人-Z-）
- こなつ (orecz029)（3月9日、俺の素人-Z-）
- 【童顔巨乳の年下彼女とイチャラブSEX!!】 恥ずかしがりな小柄なグラマラス美女とハメ撮り!! カメラを忘れて徐々に激しさを増していきダイナミックに愛し合う、気持ち良すぎる中出しSEX!! 【あまちゅあハメREC＃こなつ＃大学生】（3月25日、MOON FORCE 2nd）
- こなつちゃん (oreb010)（3月26日、俺の素人-Z-）
- れな (grsp005)（3月31日、ぎがdeれいんSP）
- K 2 (gerk635)（4月1日、ゲリラ）
- ザコマ●コ乳袋J系 (srgt172)（4月5日、しろうとガチャ）
- ザコマ●コ乳袋J系 2 (srgt173)（4月5日、しろうとガチャ）
- こなつ (nost031)（4月6日、ネオシロウト）
- こなつ (nost033)（5月1日、ネオシロウト）
- 担当:K (oremo352)（5月1日、俺の素人-Z-）
- こなつさん (orecz097)（5月3日、俺の素人-Z-）
- こなつ (smmc404)（5月4日、すももちゃん）
- こなつ (erofc316)（5月19日、恋愛カノジョ）
- ちなつちゃん (pai011)（5月22日、素人ぱいぱい）
- ゆうなさん (pai012)（5月29日、素人ぱいぱい）
- 【新人】巨乳でたぬき顔の新卒なんてソッコーヤるに決まってるw 2人だけの秘密にして毎週ヤリまくろうねww ビジネスマナー研修なんかで心折れずに頑張ってwww 鏑木さん 音響機器メーカー 研修中 (楽器事業部)（5月30日、プレステージプレミアム）
- こなつ (spay582)（6月1日、素人ペイペイ）
- Kちゃん (oremo364)（6月2日、俺の素人-Z-）
- もえちゃん (pai010)（6月12日、素人ぱいぱい）
- 泣きっ面いいなりボイン【桃尻いもうと系巨乳】おっとりあどけなさ残る顔立ちに、ニットの上からでもわかるふわっふわボイン。愛嬌とおっぱいにつられてついていくも、保護猫団体の勧誘でしたw 戸惑う泣きっ面にチ●ポを咥えさせ世直し開始。蒸れ蒸れのパンストからは成熟したメスの匂い。容赦無くガン突きしてカワイイ顔に白いのたくさんブチ撒けてやりましたw：case.49 リオちゃん 22歳 猫マルチ（6月28日、プレステージプレミアム）
- こなつさん (nost078)（7月5日、ネオシロウト）
- こなつ (orecz176)（7月6日、俺の素人-Z-）
- 【入り浸り娘】『すっごいアツくなってる...///』抱き心地満点の巨乳BODYを前にしたらフル勃起不可避!! 本来守るべきカワイイ生徒に後先考えず2連続中出し! こなつ (simo002)（7月13日、しろうとまんまんお泊り）
- こなつちゃん (smub053)（7月22日、素人ムクムク-部活-）
- Kちゃん (bskc097)（7月25日、アシグモ）
- しおりちゃん (refuck177)（7月25日、Re:Fuck）
- T.Gちゃん (ddh342)（7月25日、ドキュメント de ハメハメ）

### イメージビデオ
川名美瑠 名義
- びくびくばいんばいん! 〜BIGBAN〜 川名美瑠（2022年5月27日、スパイスビジュアル）
- 新＊美少女のアナル 川名美瑠（2022年10月26日、スパイスビジュアル）

## 製品

### アダルトグッズ
オナホール
- YUIRA JAPANホール 柏木こなつ （2025年8月1日、YURA）

## 出演

### イベント
- アニクラTMA13 ～渋谷のウサギの庭に集まれバニー!!～（2024年11月2日、東京・渋谷 CLUB CAMELOT）※テキーラガール、撮影タイムのモデルとして参加[28]。

### ライブ
mumk 名義
- mumkデビューライブ（2022年12月3日、都内）[5]
- mumkライブ・アット・レフカダ（2023年8月6日、東京・レフカダ新宿）[29]
- 楽演祭 vol.27（2023年10月25日、東京・池袋 LiveinnROSA）[9]
- LADY MADONNA拡大版 2023（2023年11月29日、神奈川・川崎 CLUB CITTA'）[30]
- LADY MADONNA ～春、桜の花芯満開～（2024年3月28日、東京・青山RizM）[31]
- LADY MADONNA ～夏のユニット祭り～（2024年7月11日、東京・青山RizM）[32]

### 雑誌掲載
- 月刊ソフト・オン・デマンド 7月号増刊 SOD青春制服コレクション Vol.2（ソフト・オン・デマンド） - グラビア